# 중구 (부산광역시)

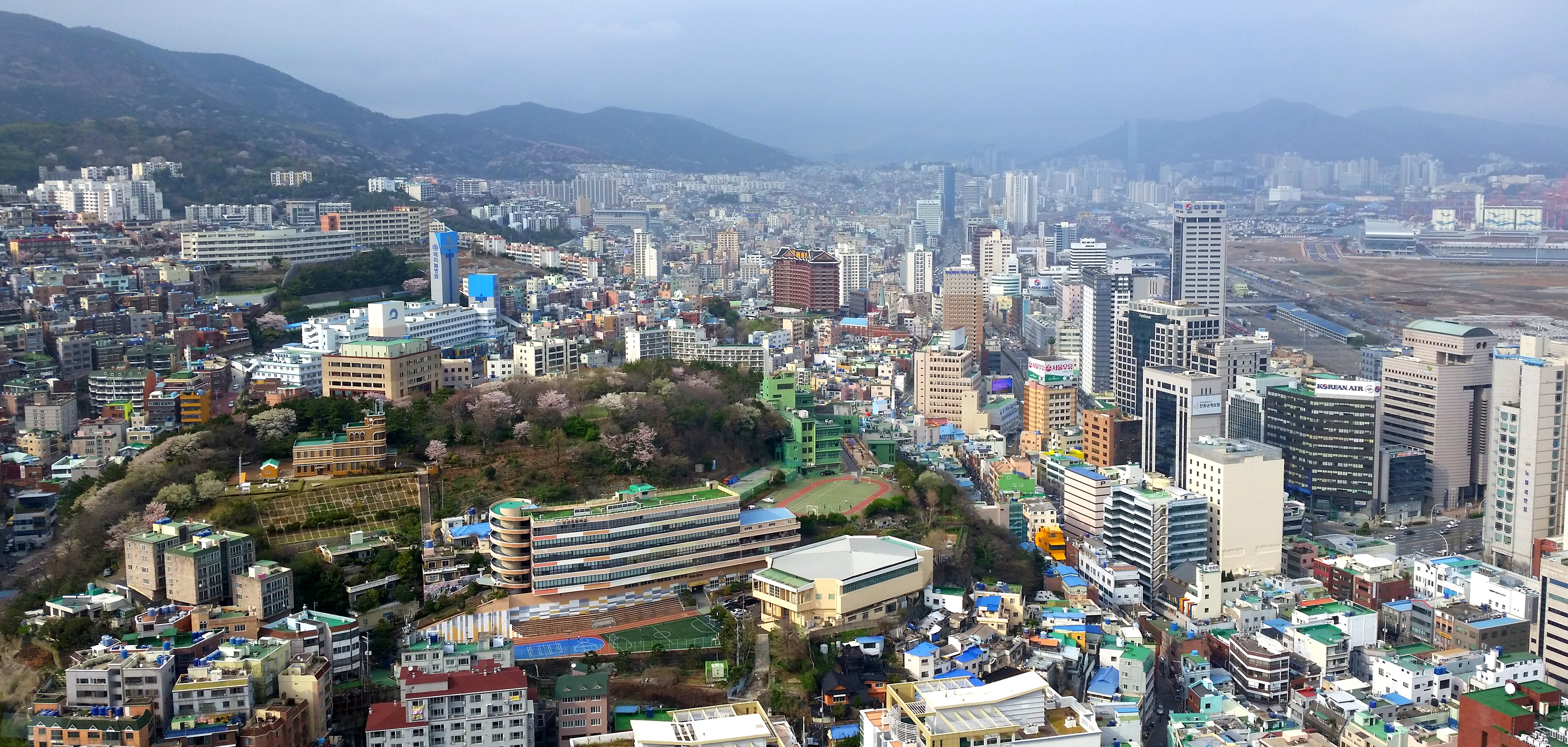
중구 풍경. 멀리 동구가 보인다.

중구(中區)는 부산광역시 남부에 있는 구이다. 부산의 구도심에 해당한다. 면적이 기초 자치 단체 중에서 가장 작으나, 부산항여객터미널, 용두산공원, 번화가인 남포동, 자갈치시장 등이 있다. 금융기관이나 기업의 본점도 있어, 현재도 부산의 경제·교통·관광의 중심지이다.
유럽으로 향하는 모든 대륙횡단도로가 이 곳에서 시작하며, 아시안 하이웨이 1호선이 충장대로, 번영로를 통해 포르투갈의 리스본으로 이어지고, 아시안 하이웨이 6호선이 중앙대로를 통해 아일랜드 코크까지 이어진다.
또한 부산광역시의 주요 간선도로가 모두 중구에서 시작되는데, 중앙대로, 충장대로, 구덕로, 대교로, 대영로, 대청로가 이에 해당된다.

## 역사
조선 시대에는 용두산을 중심으로 하는 중구의 일대에는 왜관(倭館, 초량 왜관)이 있었다. 왜관의 주요 시설인 연대청의 이름은, 중구의 동서를 관통하는 대청로의 명칭에 자취가 남아 있다.
1876년, 한일 수호 조약에 의해 부산항이 개항지가 되면서, 세관등의 주요 항만 시설이 중구에 놓여 항구에 인접한곳에 부산역도 건설되었다. 현재의 중앙동에는 부산부청이 놓여 있었다. 부산부청은 대한민국 성립후는 시청이 되었다. 중구에 있던 행정 기관은 교외에의 이전이 진행되어, 부산시청도 1999년에 연제구에 이전하여 지금 옛 시청부지는 롯데월드가 건설되고 있다.
왜관시대부터 중구는 일본인 거류지가 있어, 일본 가옥이 그대로 남아 있다.
- 1876년 2월 27일 부산 개항.
- 1914년 4월 1일 부산부가 설치된다.
- 1949년 8월 15일 부산부, 부산시로 개칭.
- 1951년 9월 1일 부산시, 중부 출장소를 개설.
- 1957년 1월 1일 경상남도 부산시 중구가 설치되었다. (10행정동)[3]
- 1982년 5월 1일 대교로1·2·3가를 중앙동5·6·7가로, 충무동1·2·3가를 남포동4·5·6가, 복병동을 대청동4가로 개칭하였다.
- 1995년 1월 1일 부산광역시 중구로 개칭하였다.[4]
- 1999년 1월 1일 보수1·2동이 보수동으로 통합되었다. (9행정동)

## 지리
중구의 지세는 구봉산 줄기를 북쪽으로 이어 받은 보수산이 주봉을 이루고 부산항이 앞에 펼쳐지고 있어 배산임해라는 부산 전체 지세를 고스란히 축소해서 간직하고 있다. 지금은 마치 안산처럼 중구 품안에 안기고 있는 용두산도 원래 보수산 산자락 가운데 한봉우리인 복병산이 다시 남쪽으로 그 산자락을 뻗어내리다가 나지막하게 솟은 동산이었다.
부산항의 중추기능을 담당하고 있는 중구는 동쪽은 영주천, 서쪽은 보수천을 경계로 하고 있으며 북은 복병산을 접하고 남은 바다에 임하고 있다. 복병산 지맥인 용두산이 한가운데 솟아 동서로 나누고 있고, 중구의 중심부인 중앙동, 대청동, 남포동, 광복동, 동광동 등은 구 시청(용미산)을 제외하고는 모두 매축지로 구성되어 있으며, 보수동, 대청동, 영주2동, 동광동 복병산, 영선산(현재 완전주택지) 산록이 주택지로 형성되어 있다.
중위도대에 속하는 우리나라 중위도지방에 나타나는 기후의 특징을 가지고 있어 춘하추동이 뚜렷하게 구별되는 온대성 기후를 보인다. 아시아 대륙의 동만에 있으면서 삼면이 바다로 둘러싸인 반도로서 대륙과 대양의 경계에서 흔히 나타나는 계절풍이 뚜렷하다. 겨울에는 대륙으로부터 차고 건조한 북서 계절풍이 불면서 춥고 건조한 기후가 나타나고, 여름에는 고온다습한 해양성 열대원으로부터 동남계절풍이 불어 무덥고 습한 기후가 나타난다. 이 지역 역시 우리나라의 기후가 갖고 있는 일반적인 특징인, 여름에는 기온이 높고, 겨울에는 추운 연교차가 큰 대륙성 기후를 형성하고 연간 강수량은 1,491.6 mm로서 우리나라의 삼다강우지역에 속한다. 연평균 기온은 14.4˚C로서 1월에 가장 낮고, 8월에 가장 높으며, 연평균 습도는 66%로서 여름철에는 80%이상으로 대단히 다습하나, 겨울철에는 50%정도로서 현저하게 저습하다. 겨울철의 극단적인 저습은 건조한 대륙성 고기압과 부산지방 주변산악의 지형적 영향에 기인하고 있다.

## 행정 구역
부산광역시 중구의 행정 구역은 41개 법정동을 9개의 행정동으로 분류하며, 세부적으로 172개의 통과 736개의 반으로 구성되어 있다. 면적은 2.82 km2이다. 2021년 1월 주민등록을 기준으로 부산광역시 중구의 인구는 45,816 명이다.

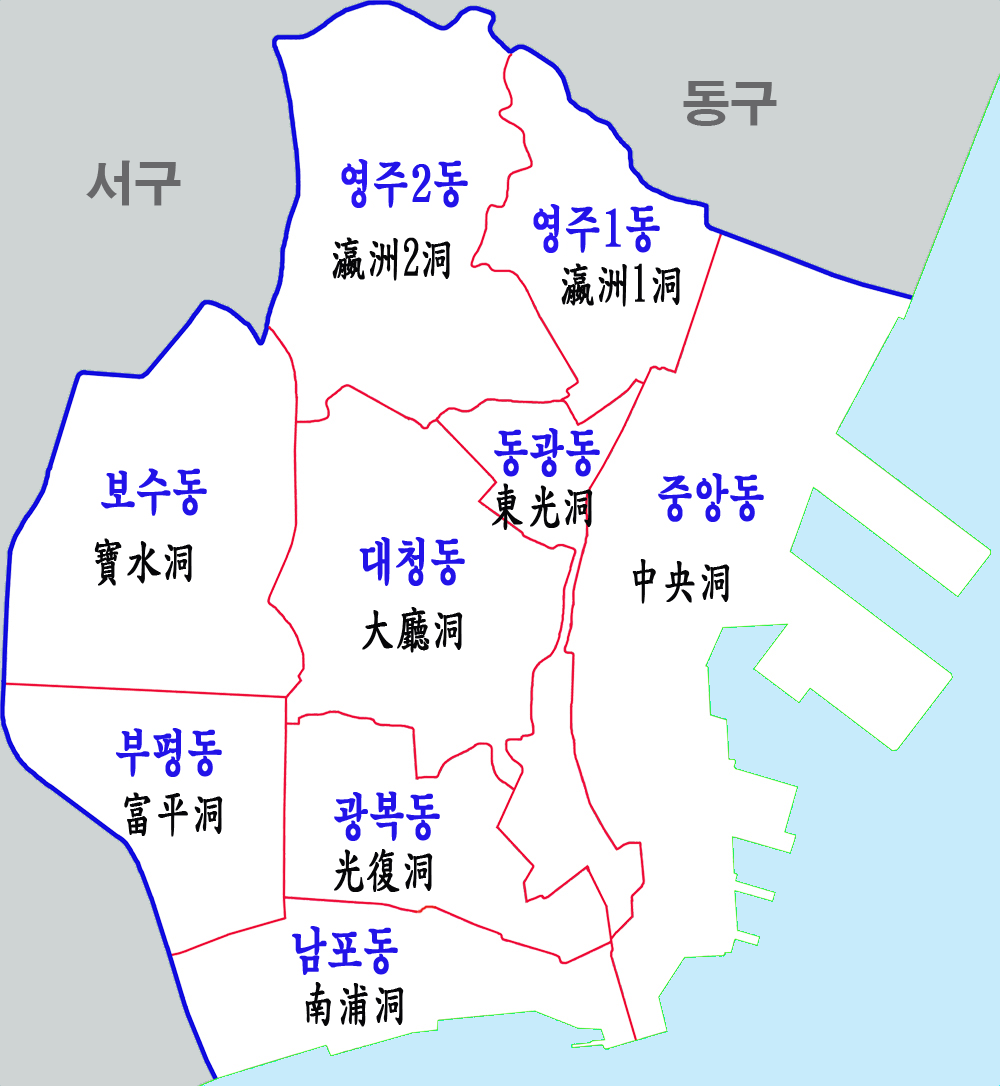
부산중구 행정구역도

| 행정동    | 한자      | 면적 (km2) | 인구 (명) | 세대   |
| --------- | --------- | ---------- | --------- | ------ |
| 중앙동    | 中央洞    | 0.60       | 2,518     | 1,813  |
| 동광동    | 東光洞    | 0.17       | 2,888     | 1,875  |
| 대청동    | 大廳洞    | 0.35       | 6,505     | 3,553  |
| 보수동    | 寶水洞    | 0.42       | 10,728    | 5,922  |
| 부평동    | 富平洞    | 0.21       | 4,677     | 2,772  |
| 광복동    | 光復洞    | 0.21       | 1,062     | 650    |
| 남포동    | 南浦洞    | 0.23       | 1,026     | 699    |
| 영주제1동 | 瀛州第1洞 | 0.29       | 4,783     | 2,932  |
| 영주제2동 | 瀛州第2洞 | 0.34       | 7,362     | 3,707  |
| 중구      | 中區      | 2.82       | 41,549    | 23,923 |

## 인구
| 연도   | 총인구    | ; |
| ------ | --------- | - |
| 1966년 | 126,679명 |   |
| 1970년 | 120,889명 |   |
| 1975년 | 112,560명 |   |
| 1980년 | 100,196명 |   |
| 1985년 | 92,048명  |   |
| 1990년 | 79,524명  |   |
| 1995년 | 70,299명  |   |
| 2000년 | 59,079명  |   |
| 2005년 | 53,057명  |   |
| 2010년 | 48,863명  |   |
| 2015년 | 46,654명  |   |
| 2020년 | 41,830명  |   |

## 문화·관광
- 대한성공회 부산주교좌대성당
- 용두산공원

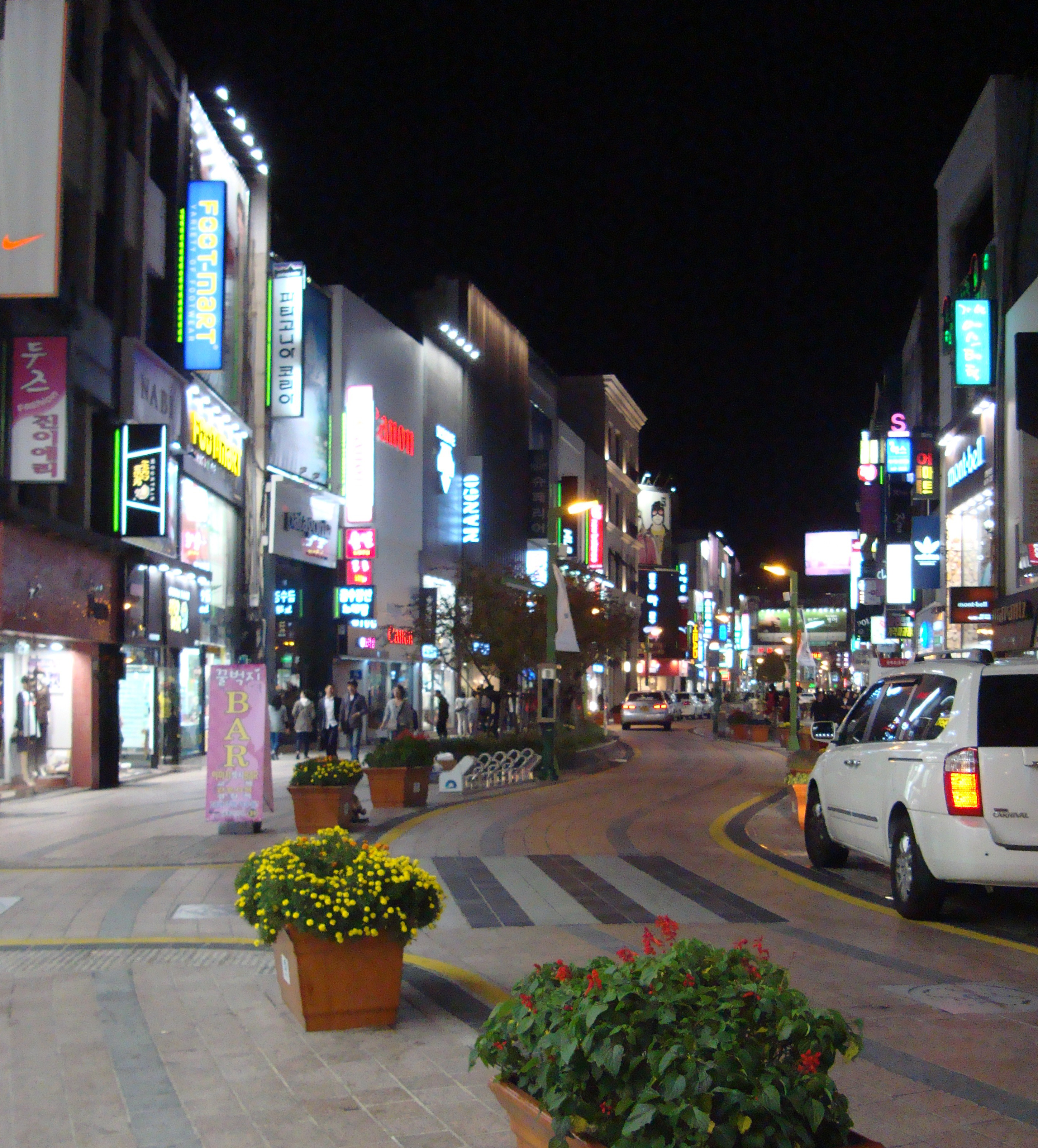
광복동 일대

용두산으로 불리는 언덕이 공원이고, 정상에는 부산타워가 있다. 부산 남부의 남포동에 인접하고, 공원으로 올라가는 길은 대청동에서 중앙성당으로 올라가는 길이 있고, 중앙동에서 부산호텔 근처에서 올라가는 계단이 있고, 광복동에서는 에스컬레이터로 올라갈 수 있다. 부산항이나 영도를 바라볼 수 있고 또 부산타워의 아래에는 이순신의 동상이 우뚝 솟아 있다. 옛 부산광역시 시청이 있던 자리가 용미산으로 용의 꼬리에 해당하는 곳이었다.
- 부산타워
- 민주공원
- 40계단 문화관
- 백산 기념관
- 부산근대역사관
- 국제시장
- 보수동 책방골목
- 깡통시장
- 롯데백화점 광복점

## 교육 기관
- 고등학교

|  | - 남성여자고등학교 - 부산디지털고등학교 | - 혜광고등학교 - 동주여자고등학교 |

## 연계 교통
| 2 | 구덕로 | 7 | 중앙대로 |

| ● 부산 도시철도 1호선 | 부산역 ↔ 중앙역, 남포역, 자갈치역, ↔ 토성역 |

| 부산국제여객터미널 | 일본행 노선 가능 | 연안여객터미널 | 국내 운행 |

## 구청
- 부산광역시 중구청은 중구 대청동에 위치하여 있다.

## 갤러리

### 도심 풍경

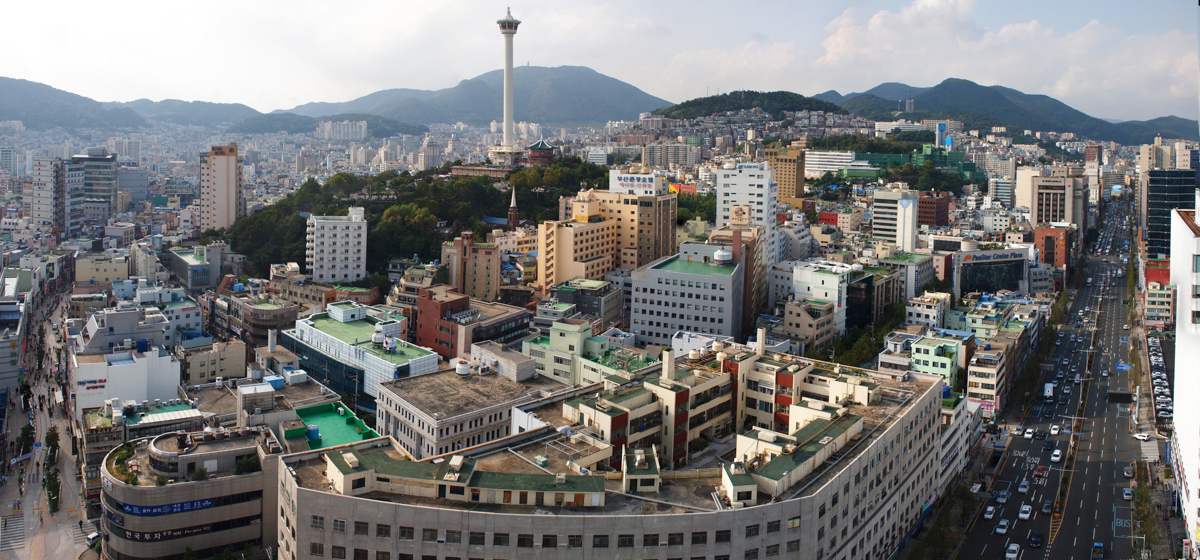
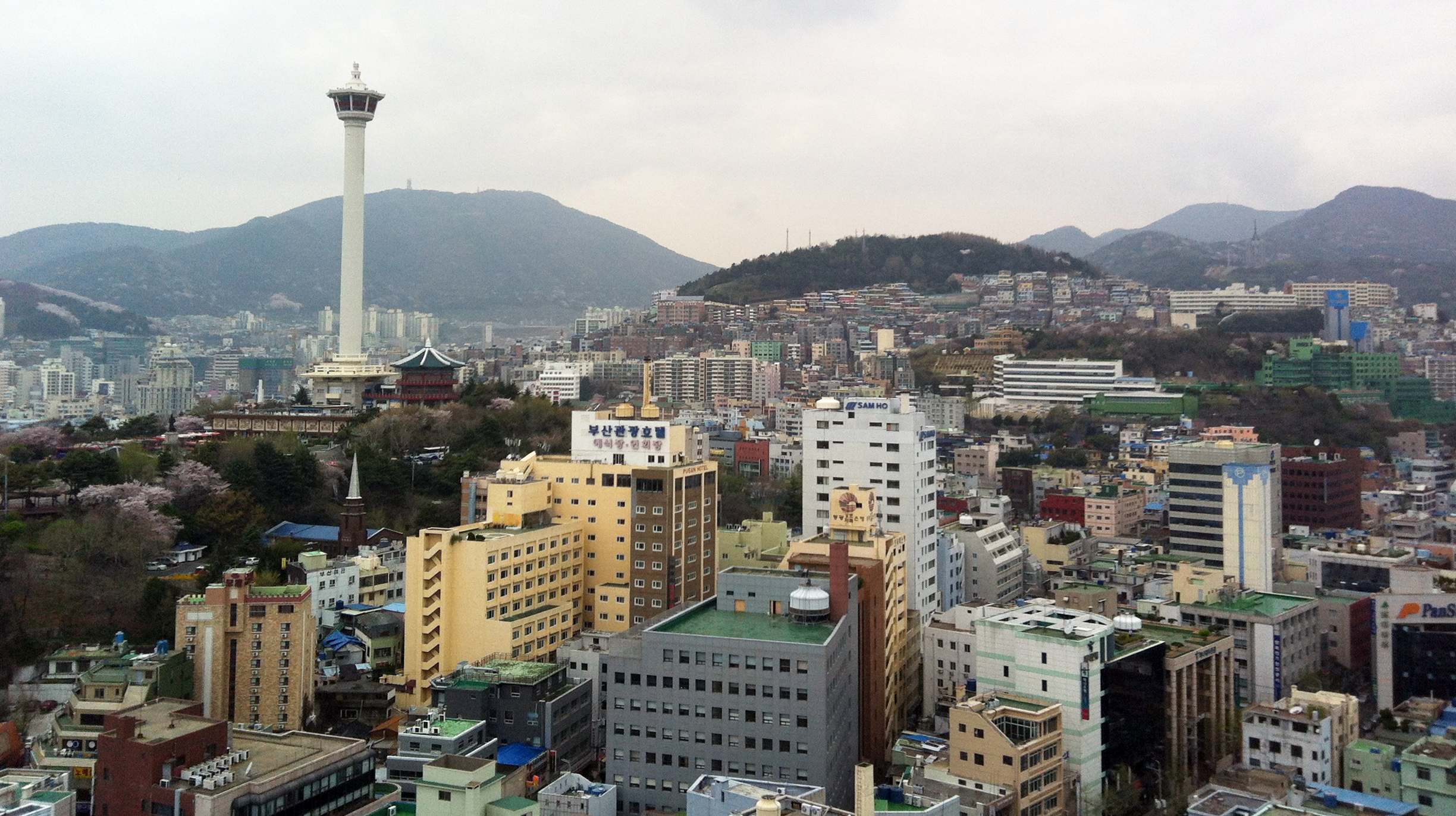
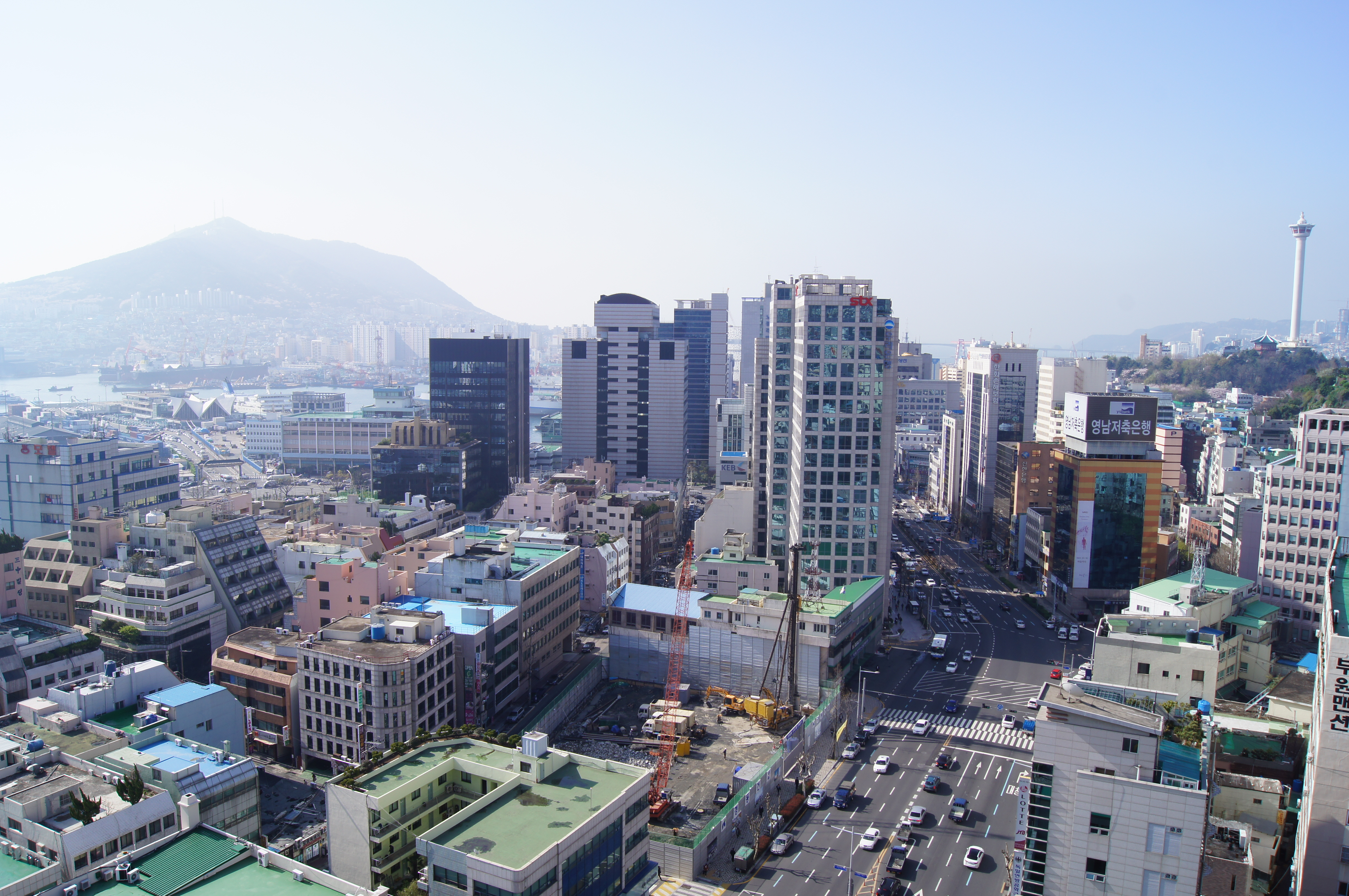
중앙동 일대
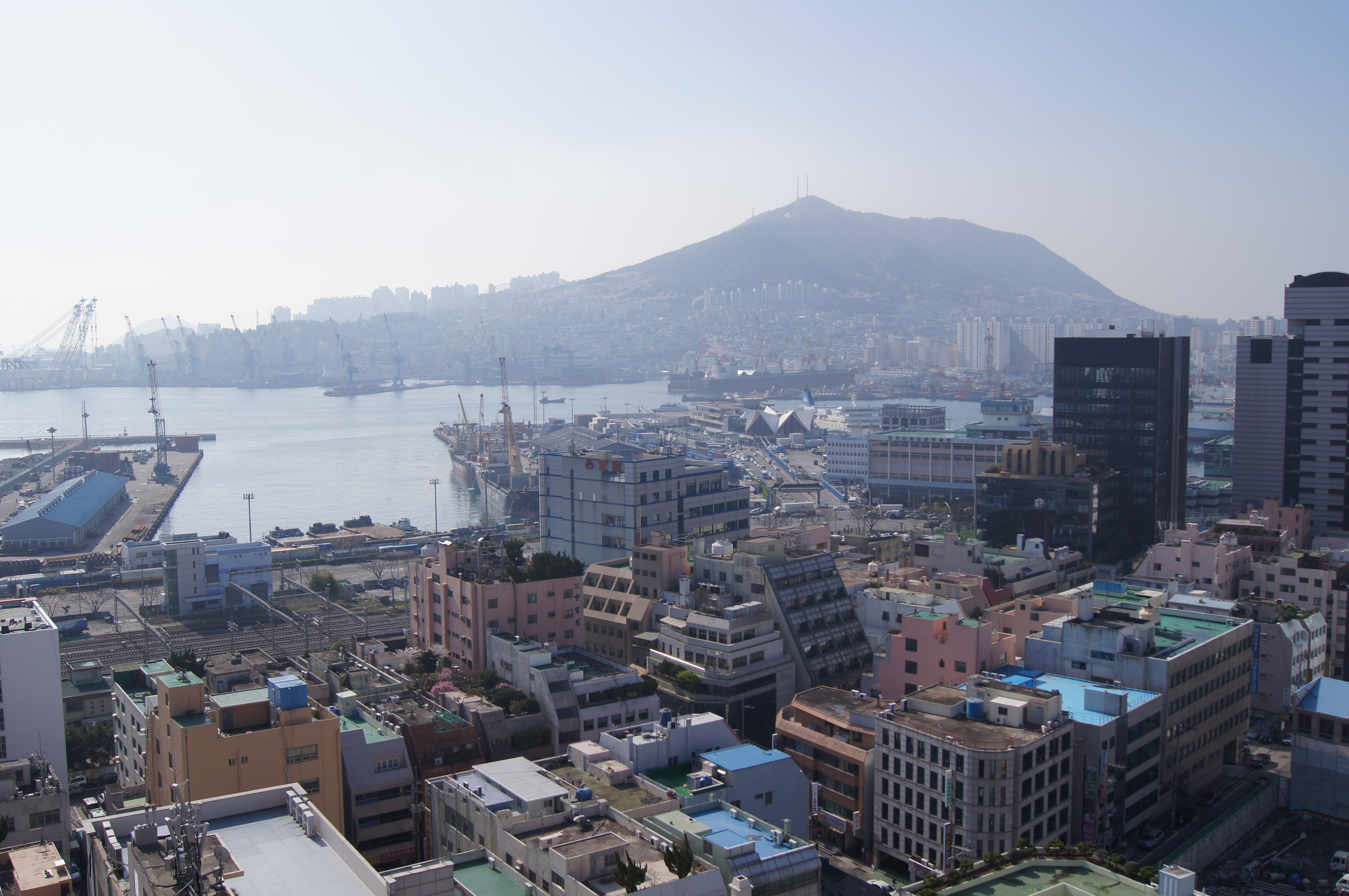
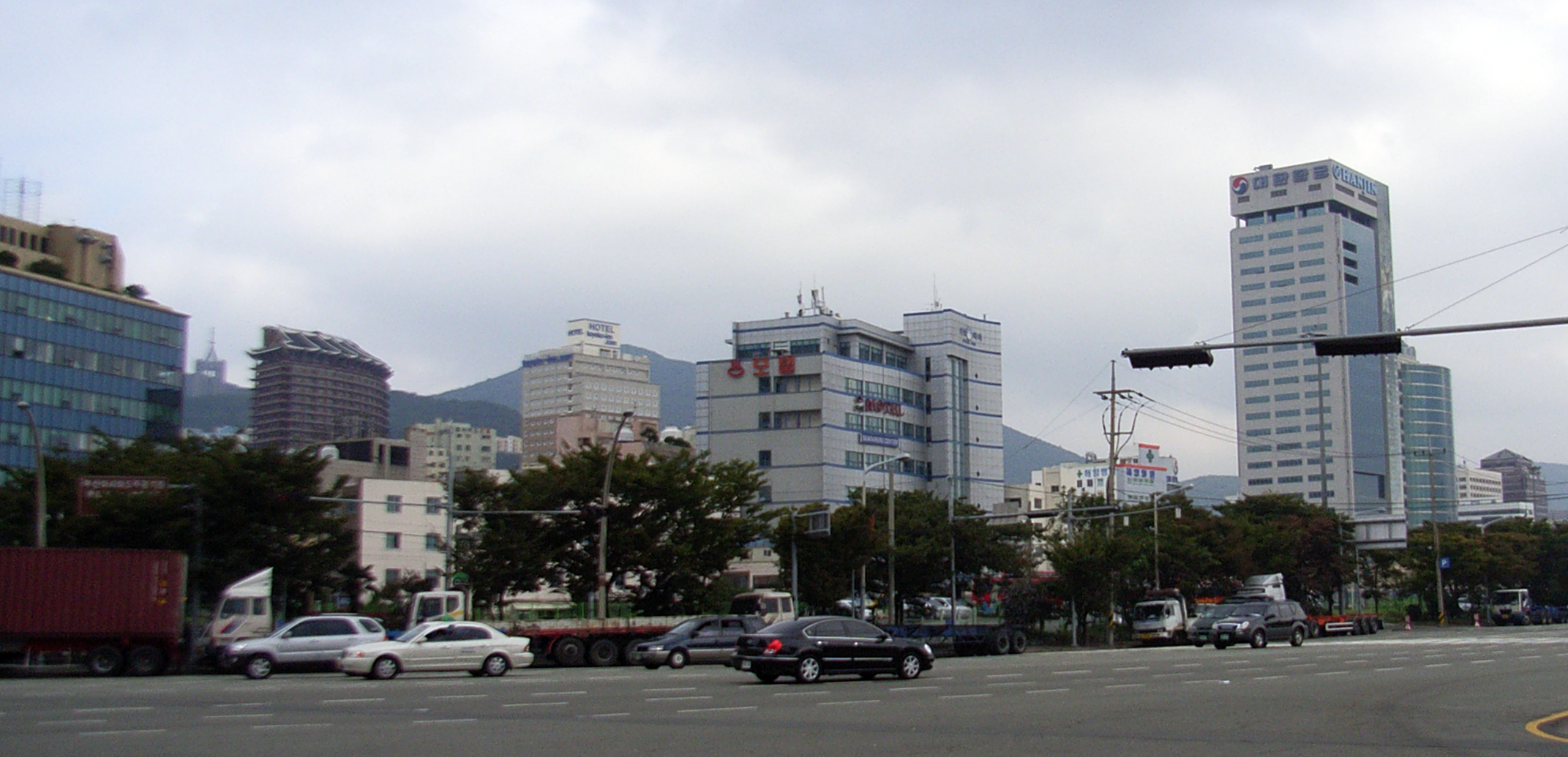
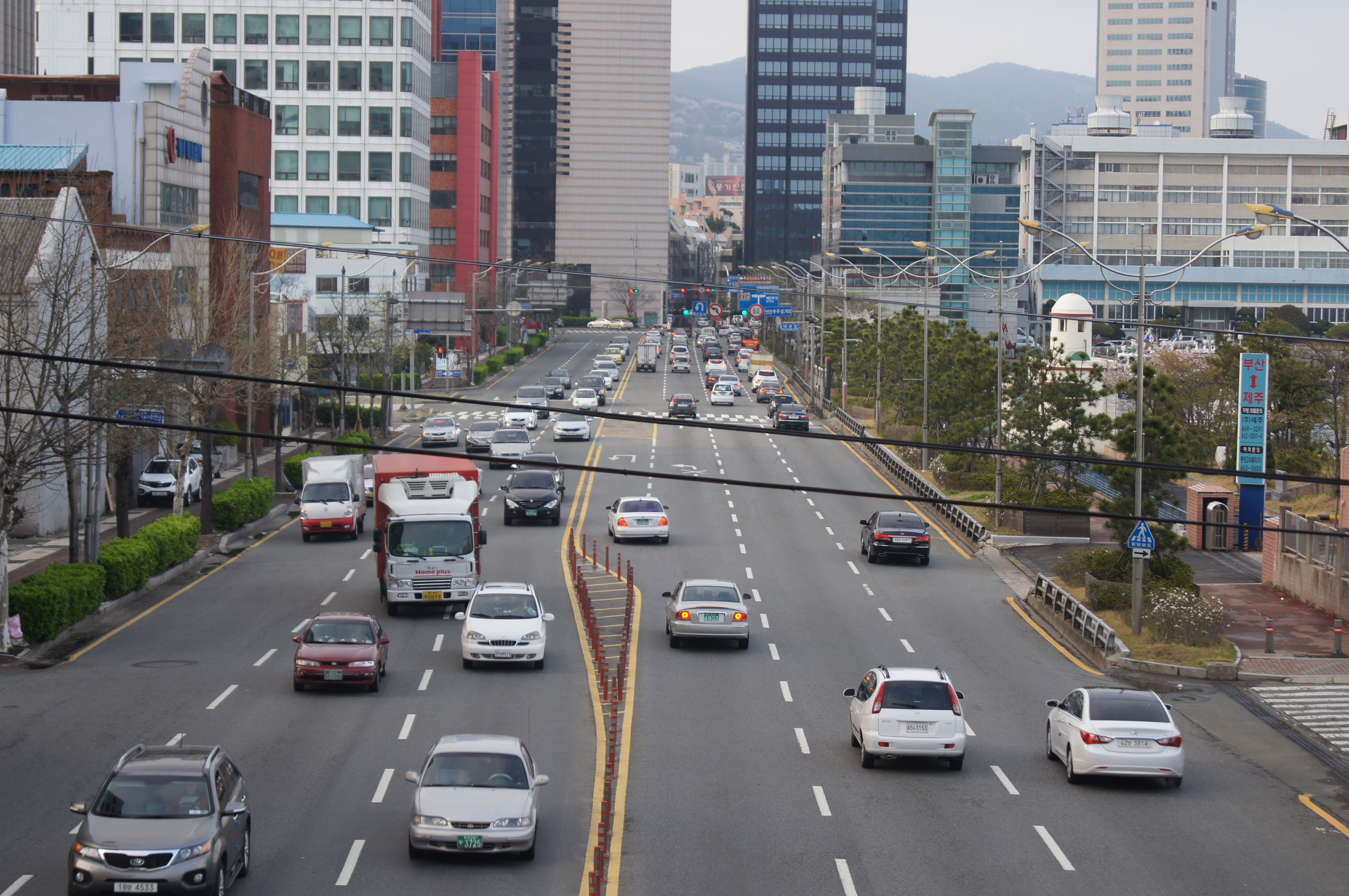
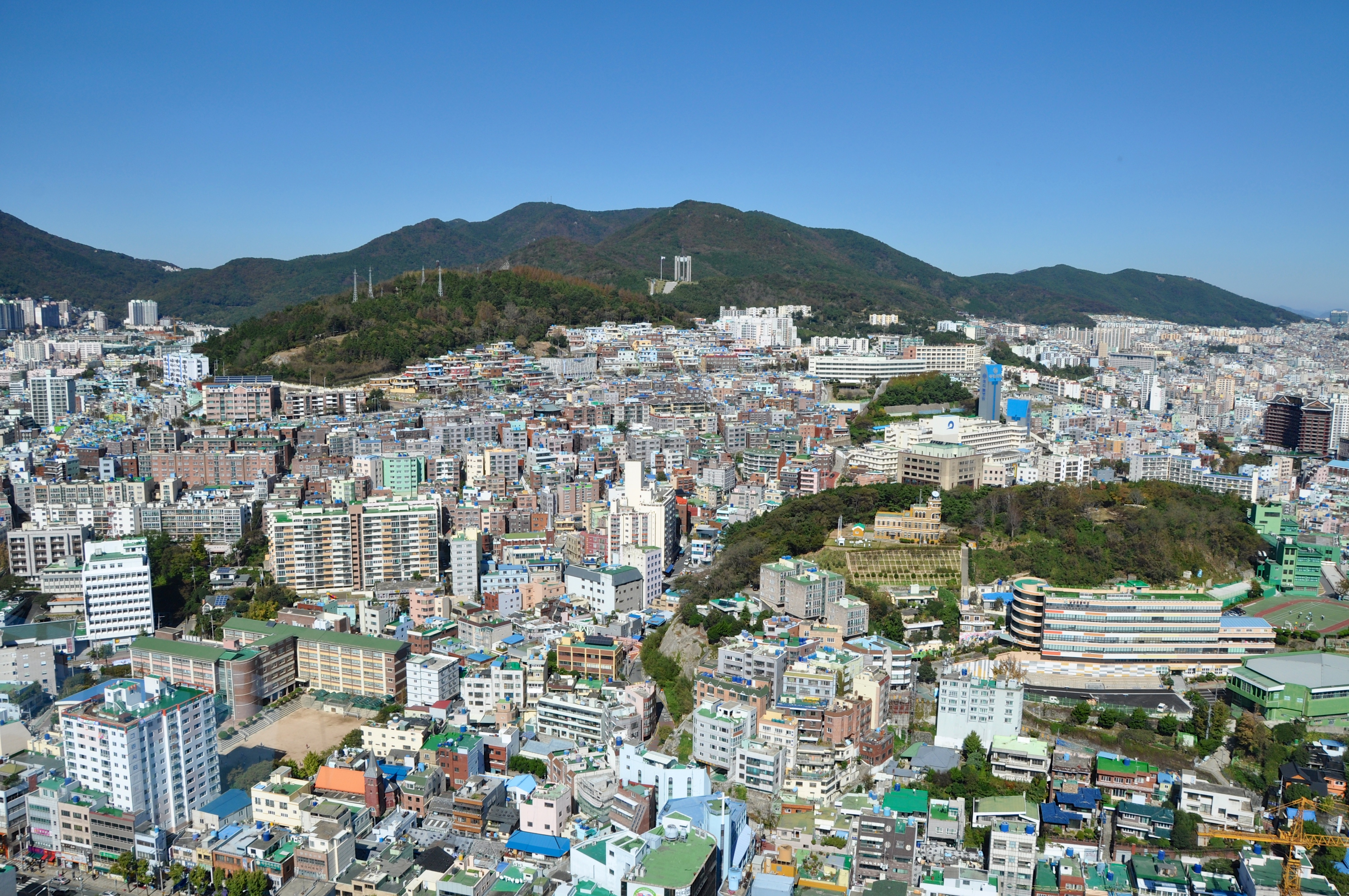
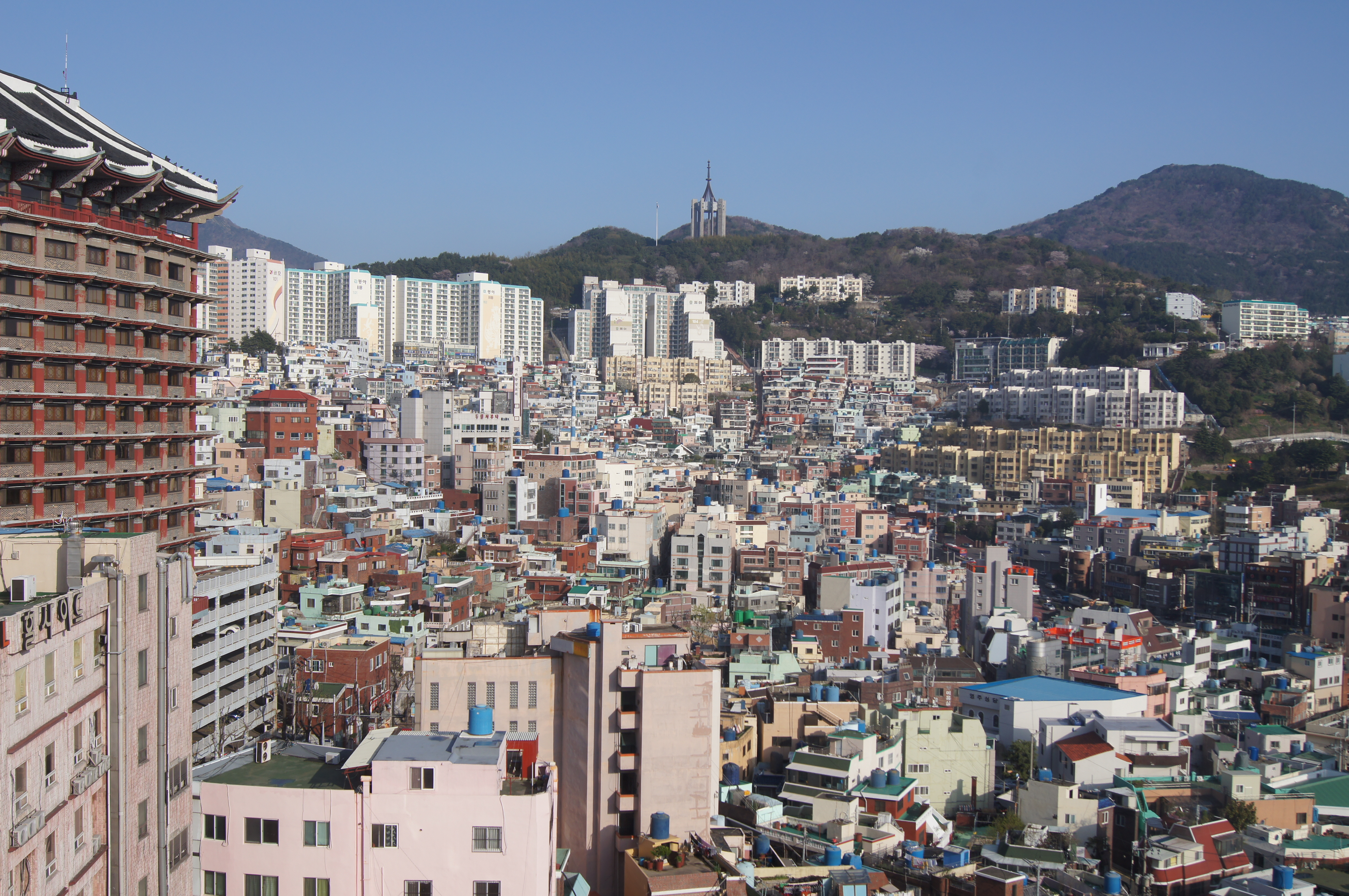
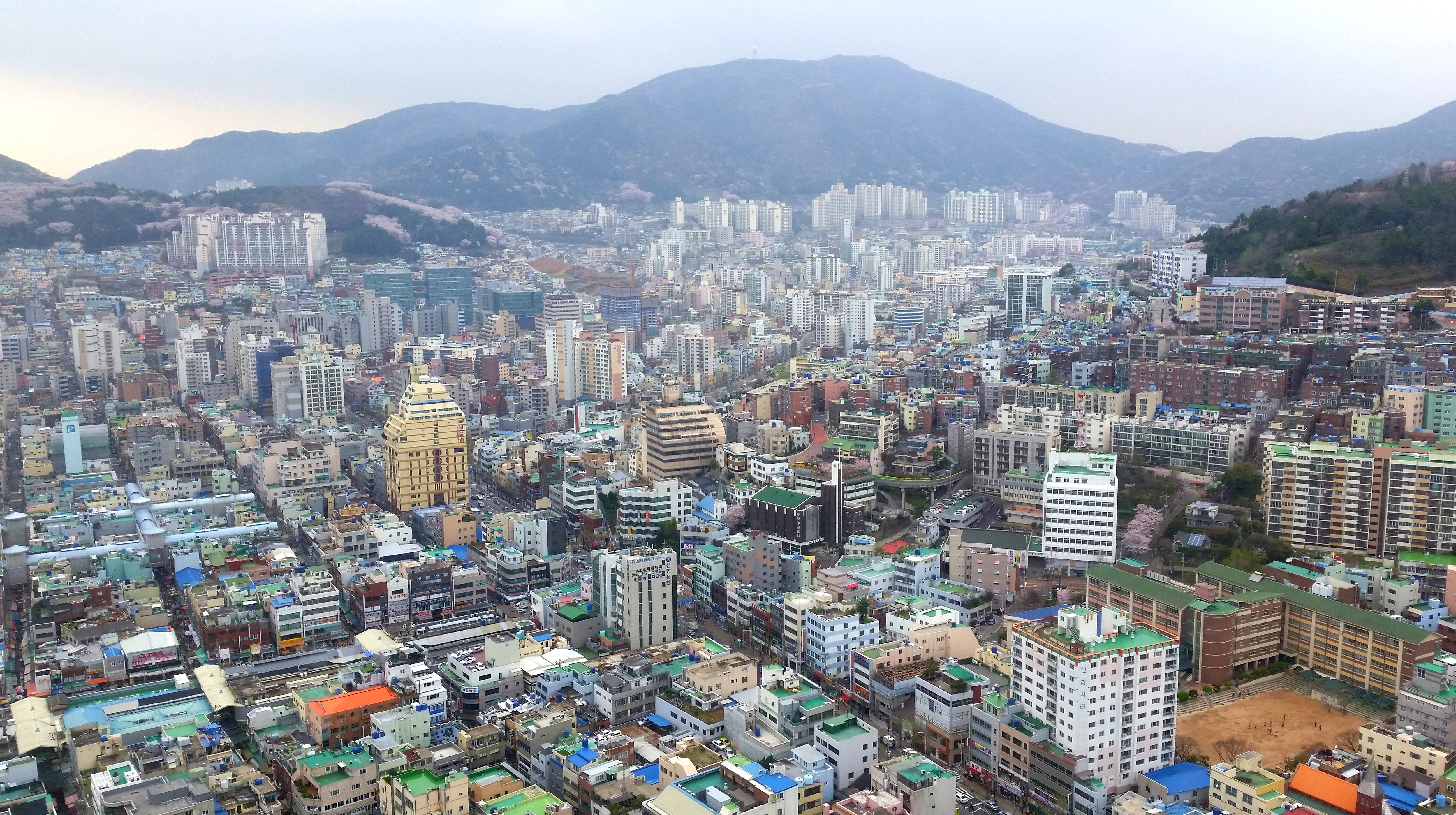
중구 풍경. 멀리 서구가 보인다.
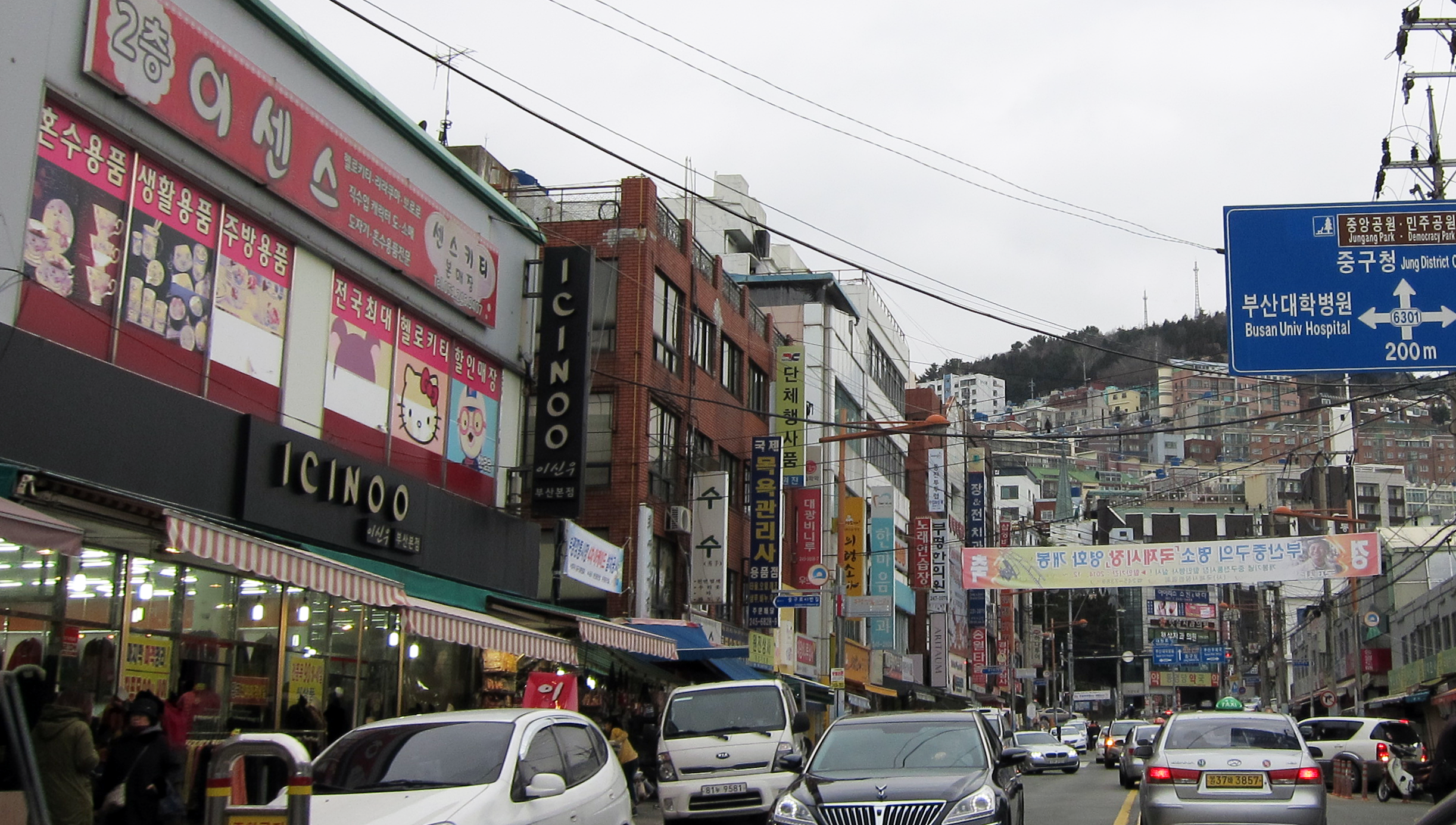

### 광복로 패션 거리

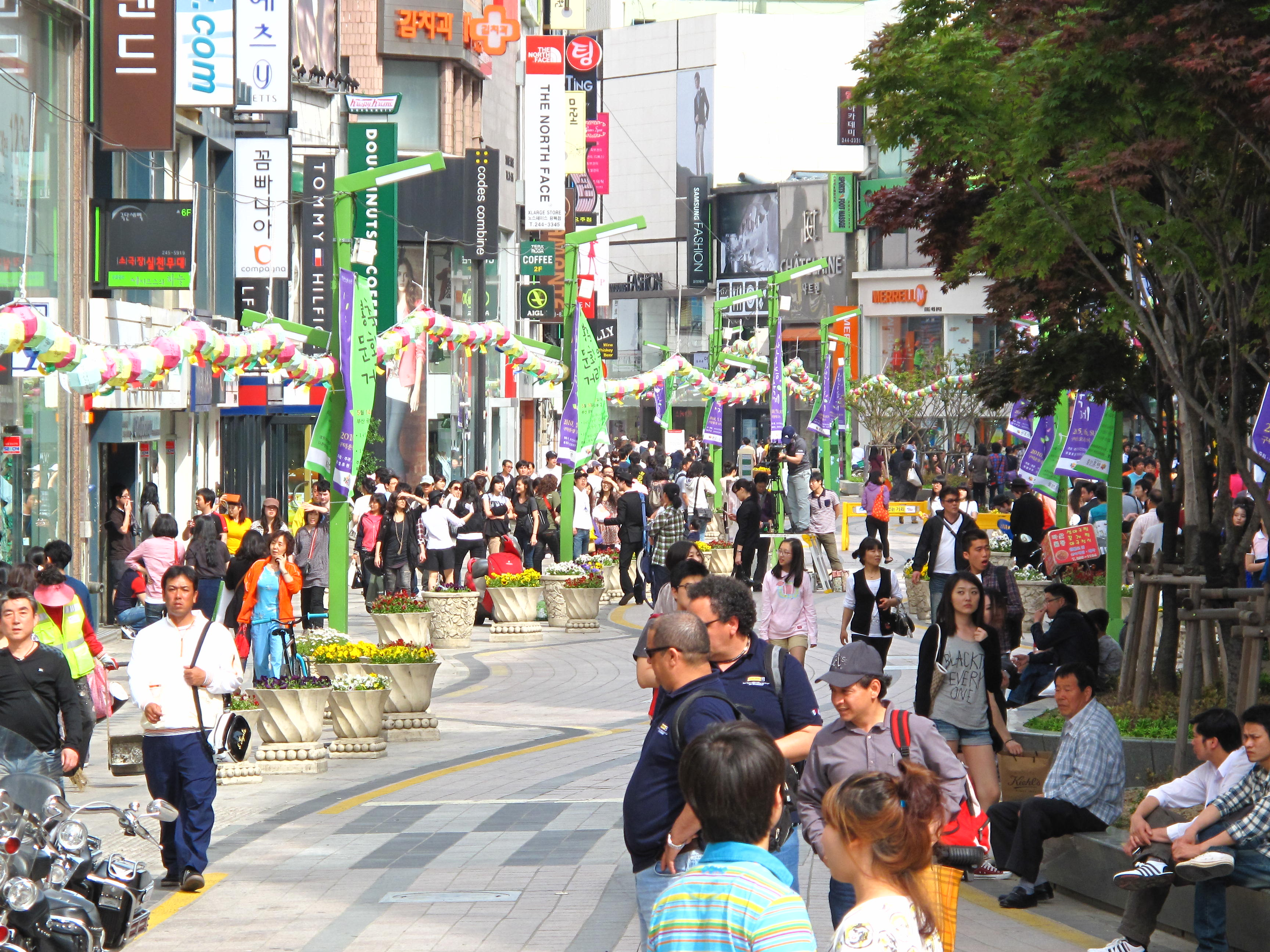
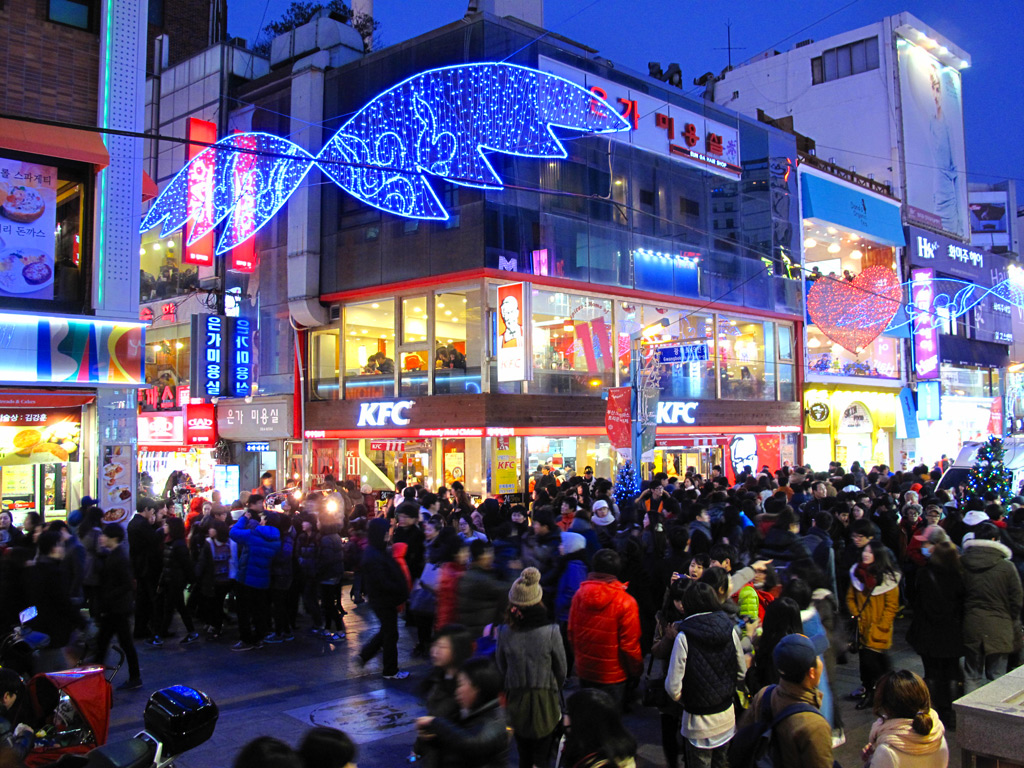
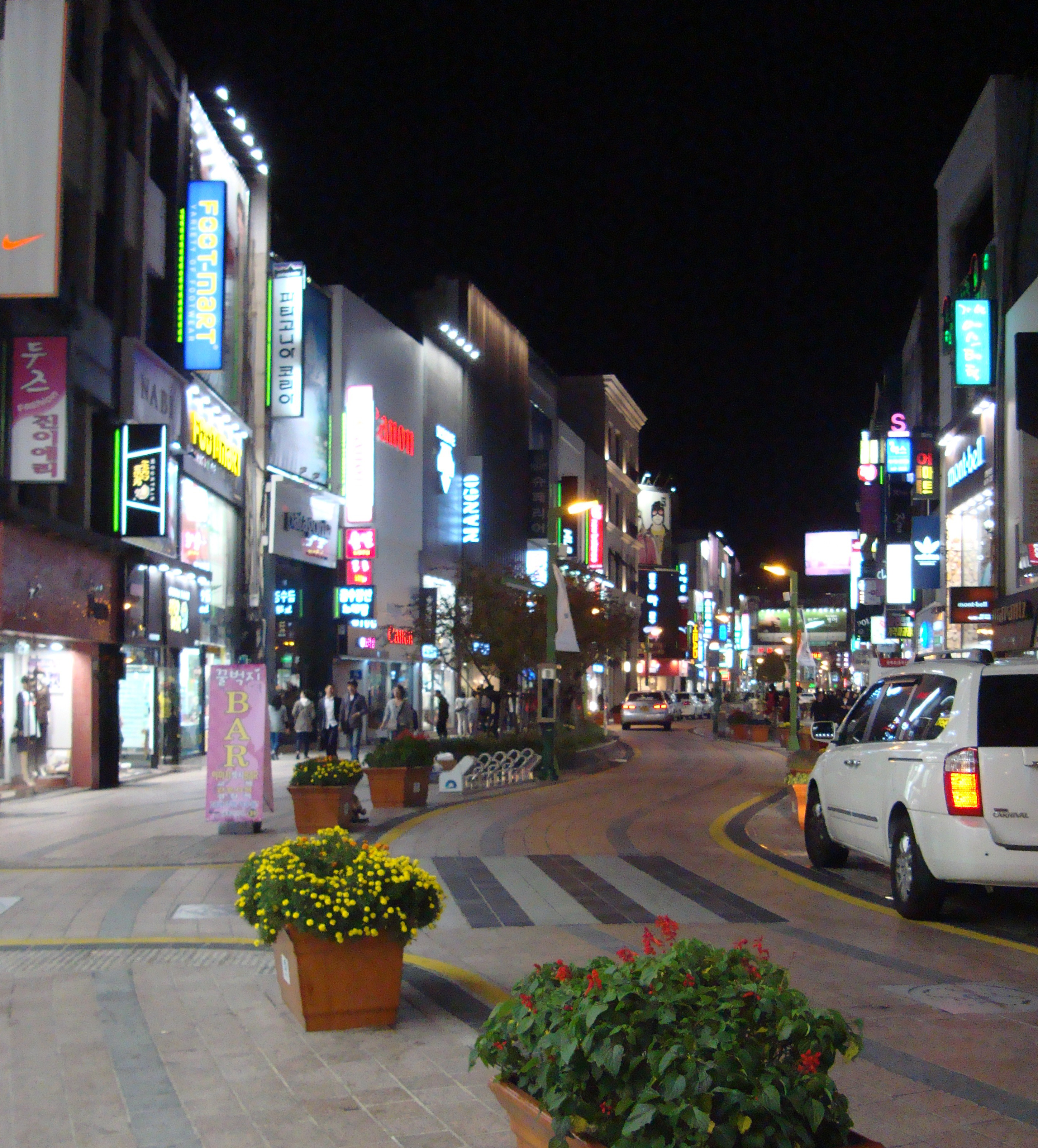
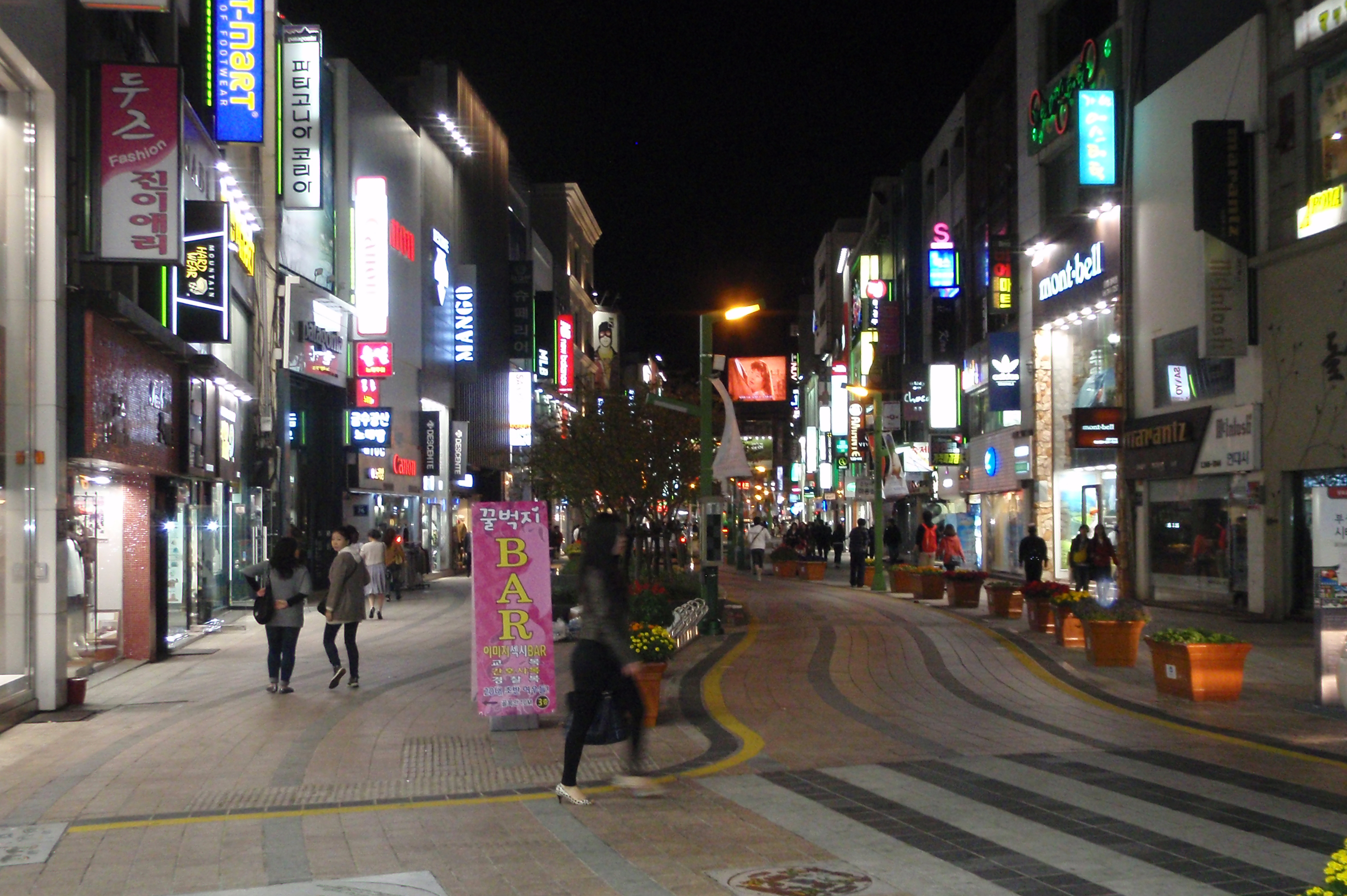

### 용두산 공원

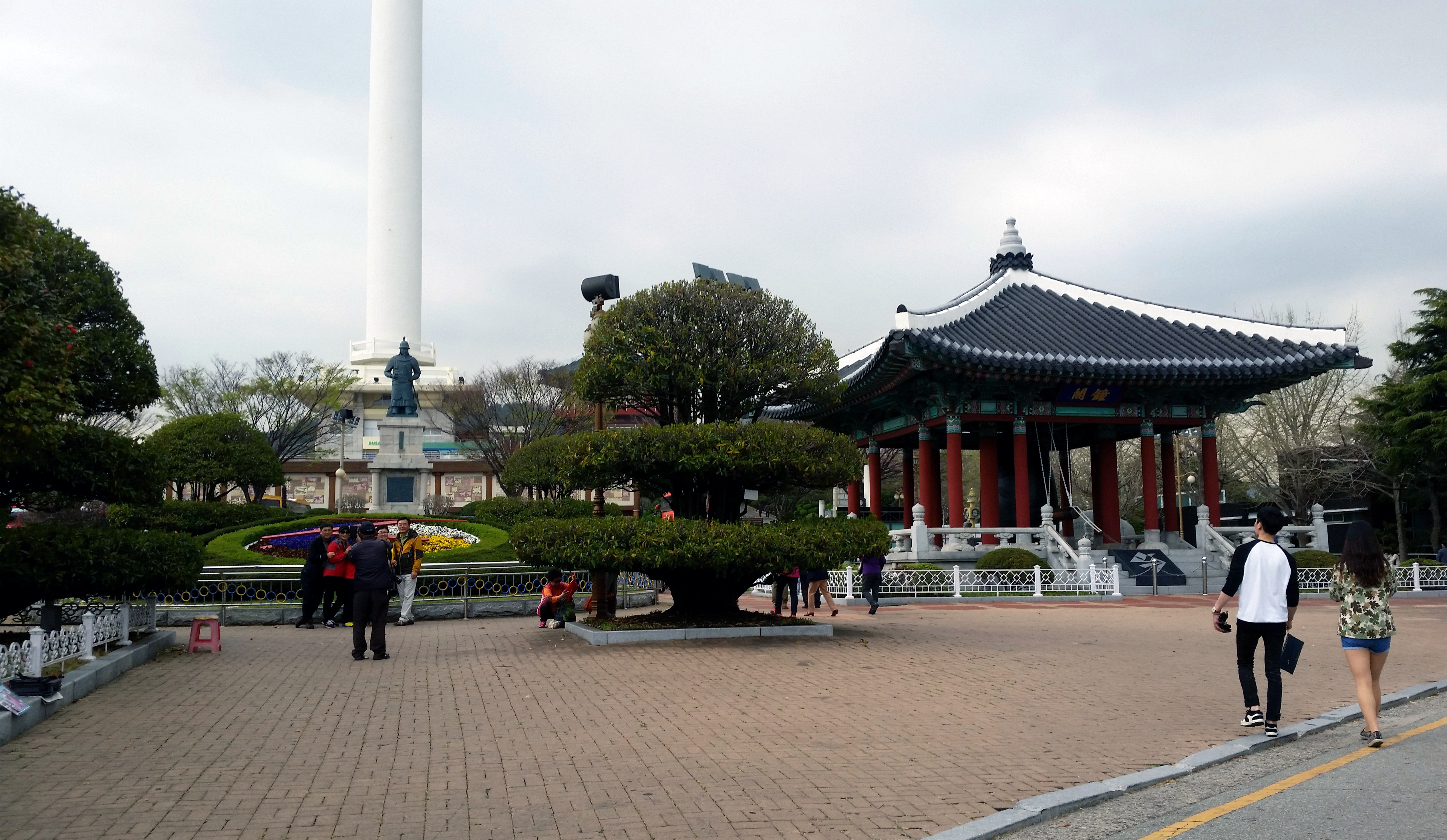

### 자갈치시장

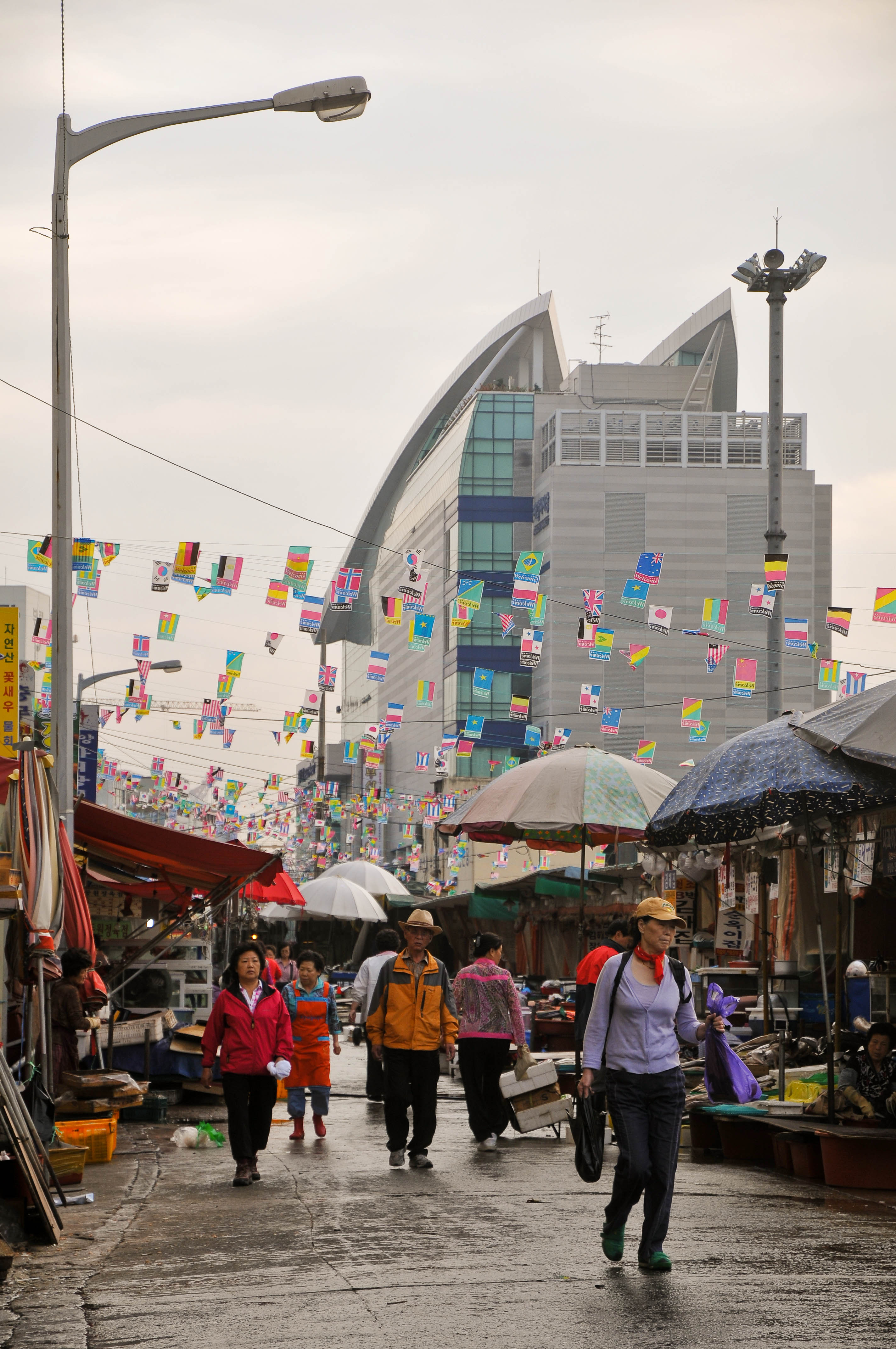
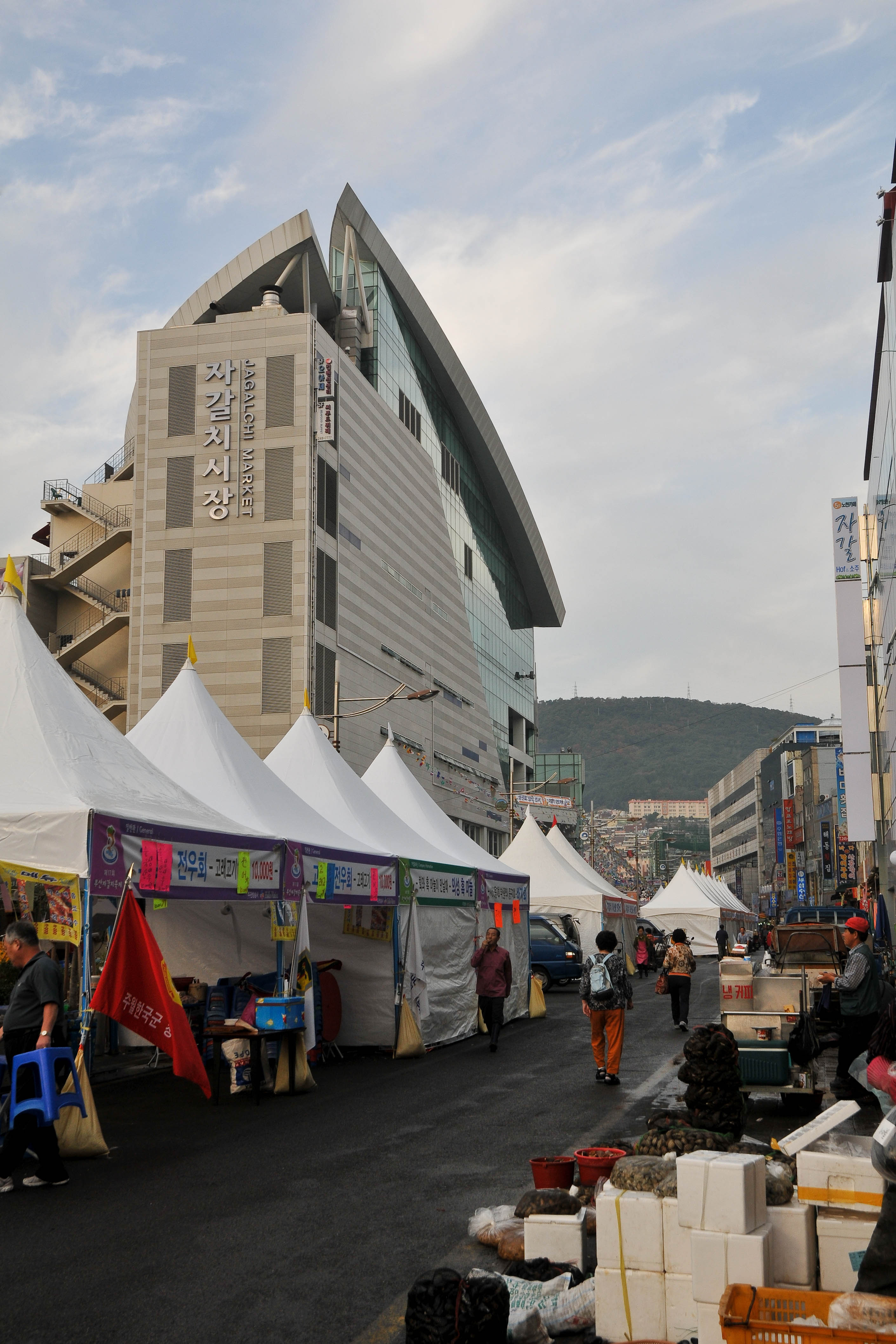
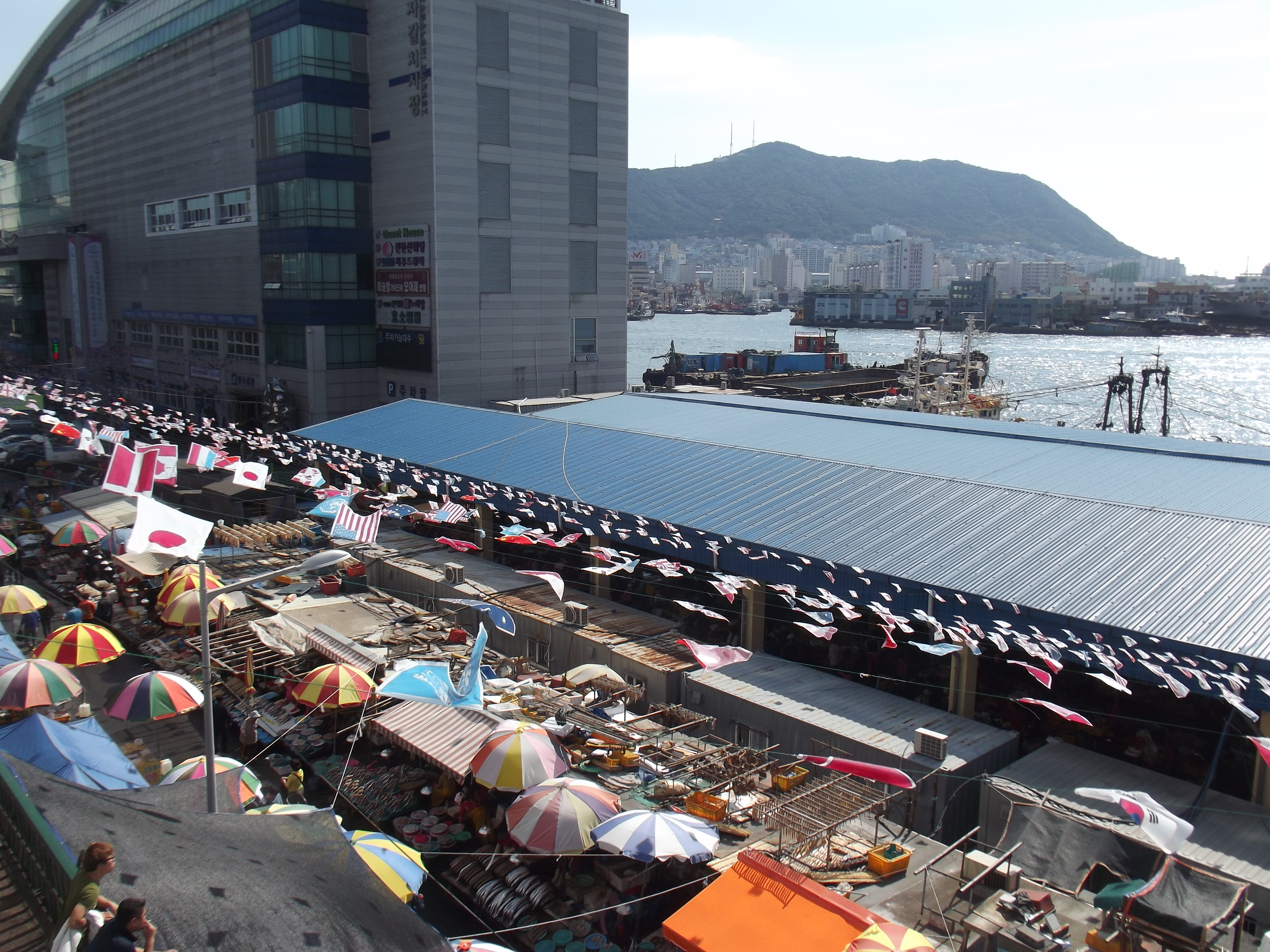
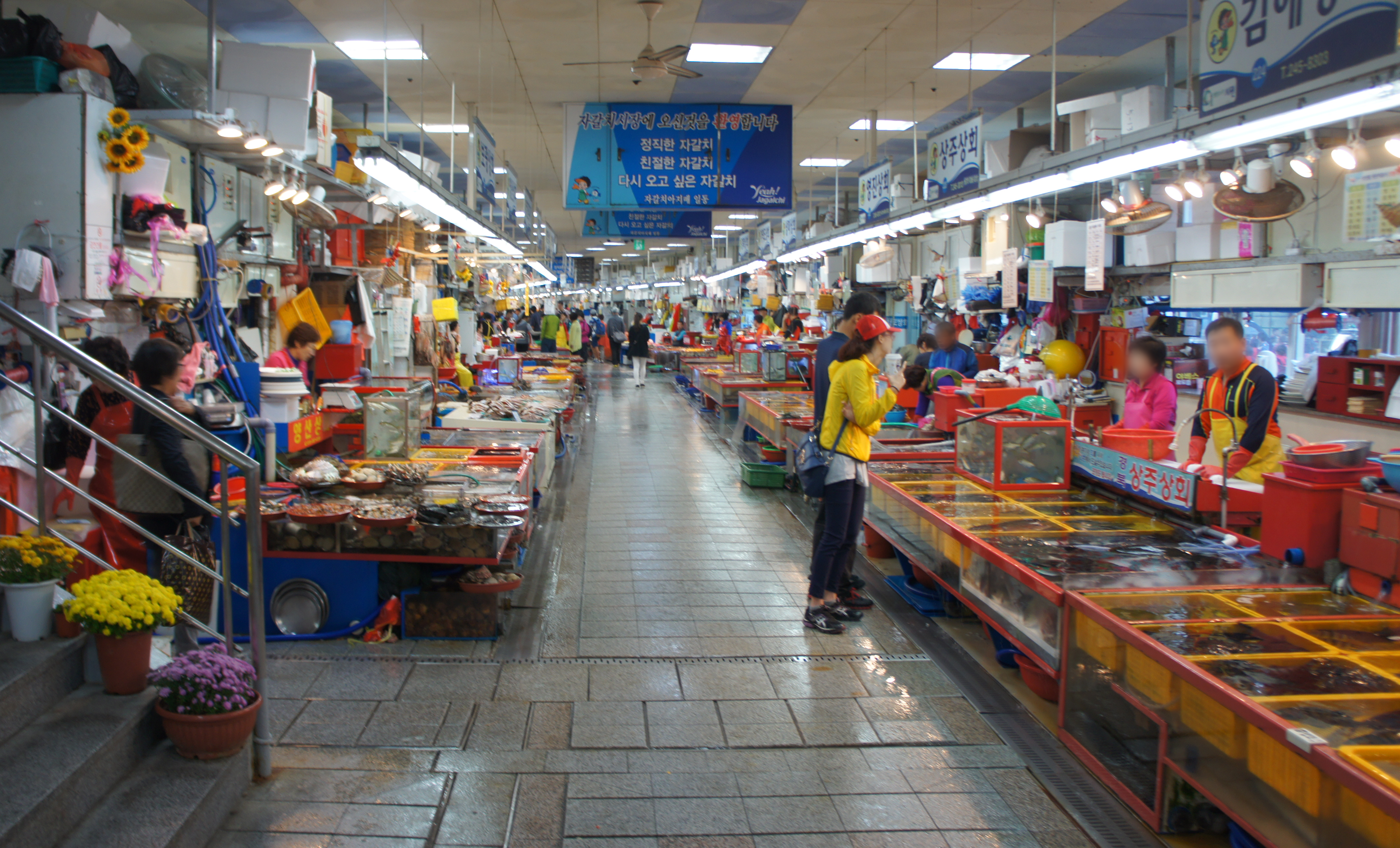
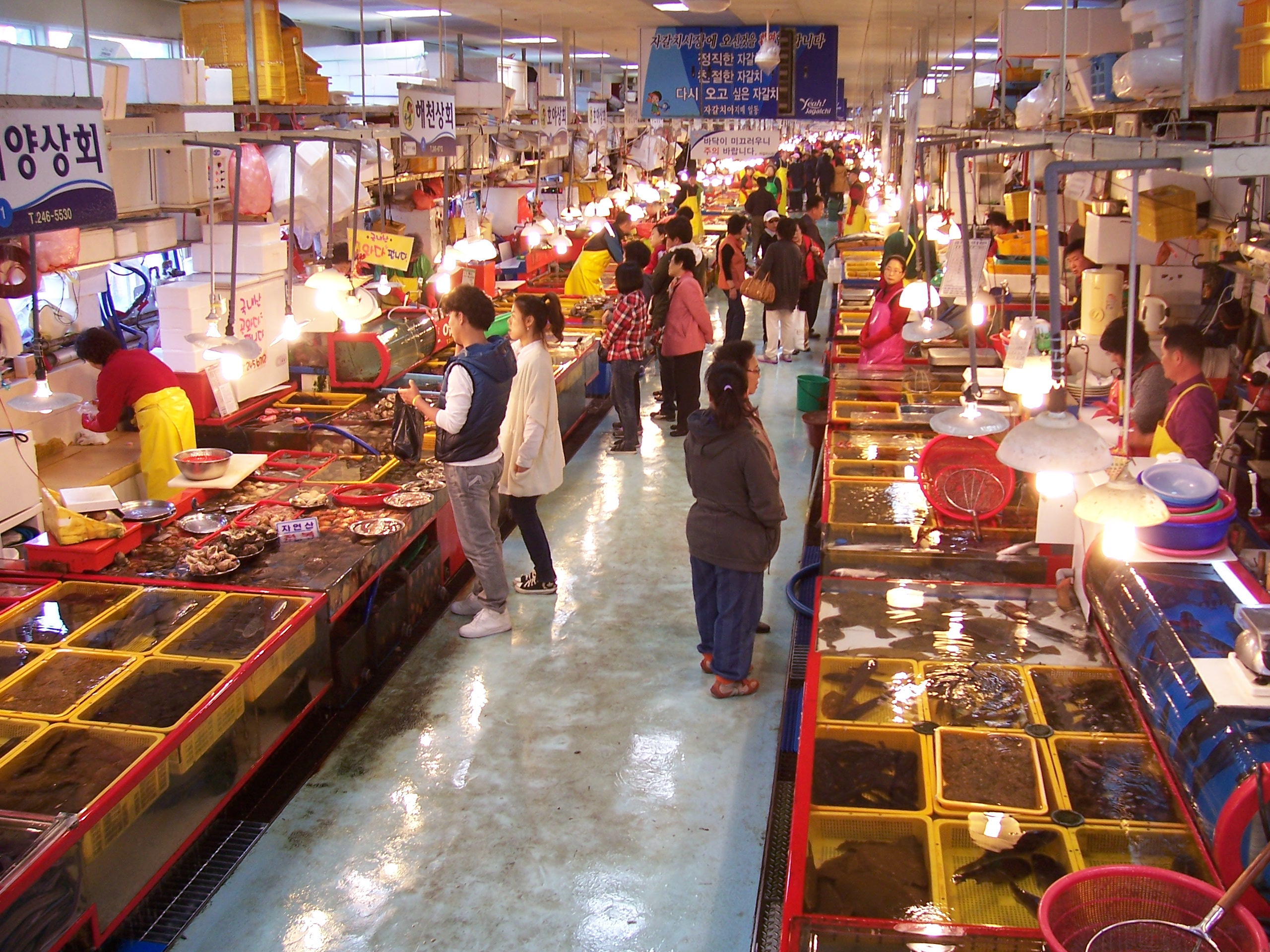
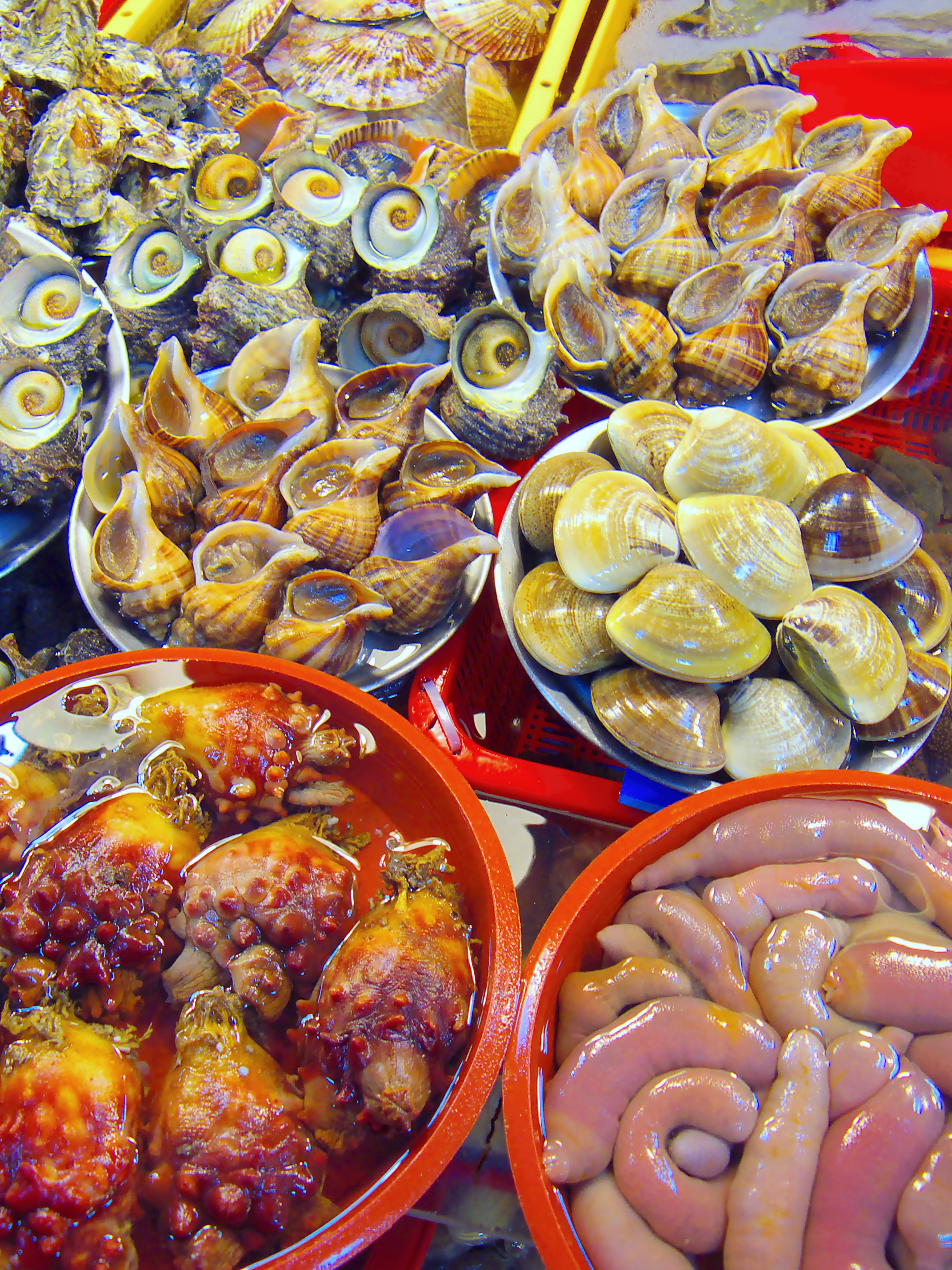
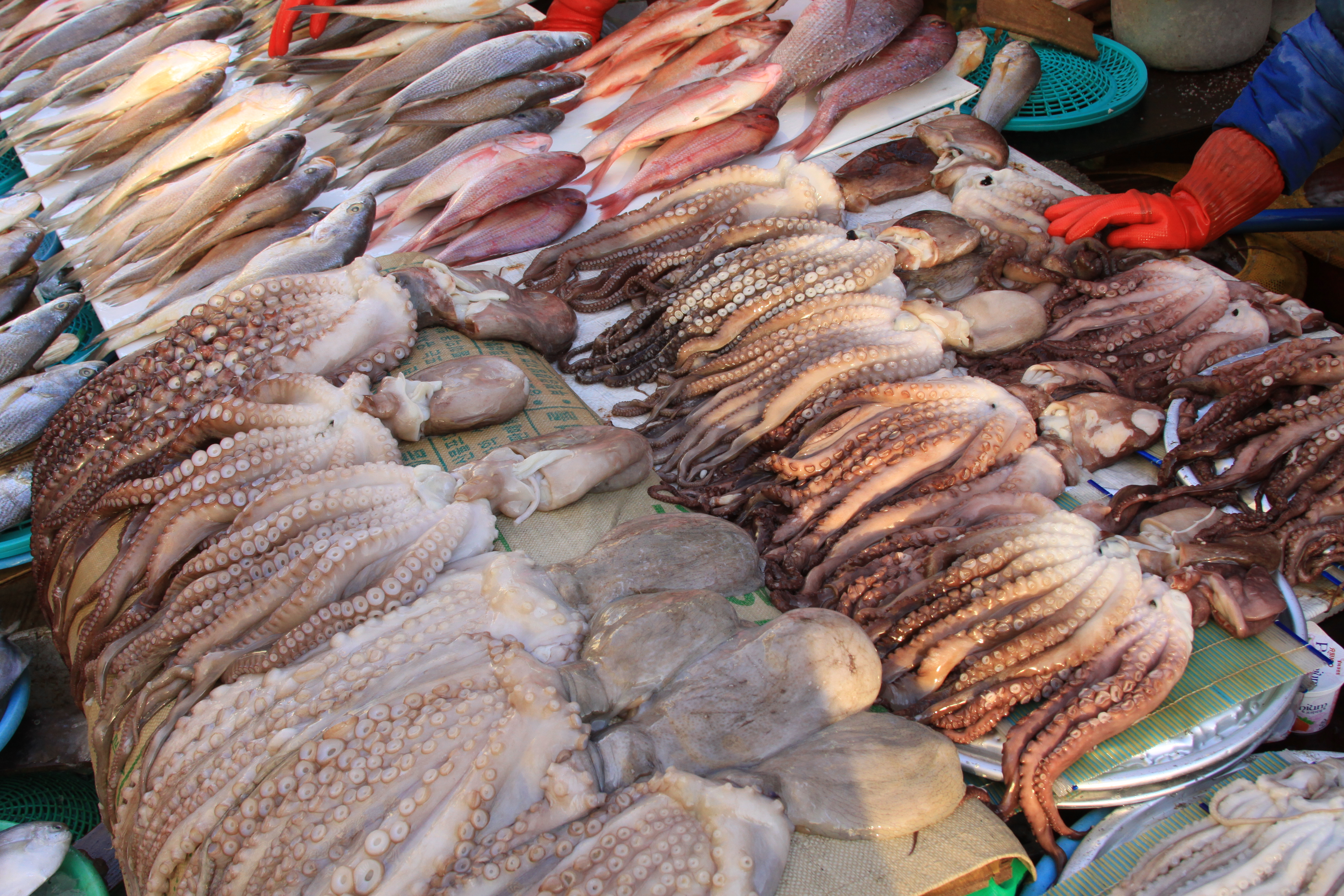

### 기타 관광지

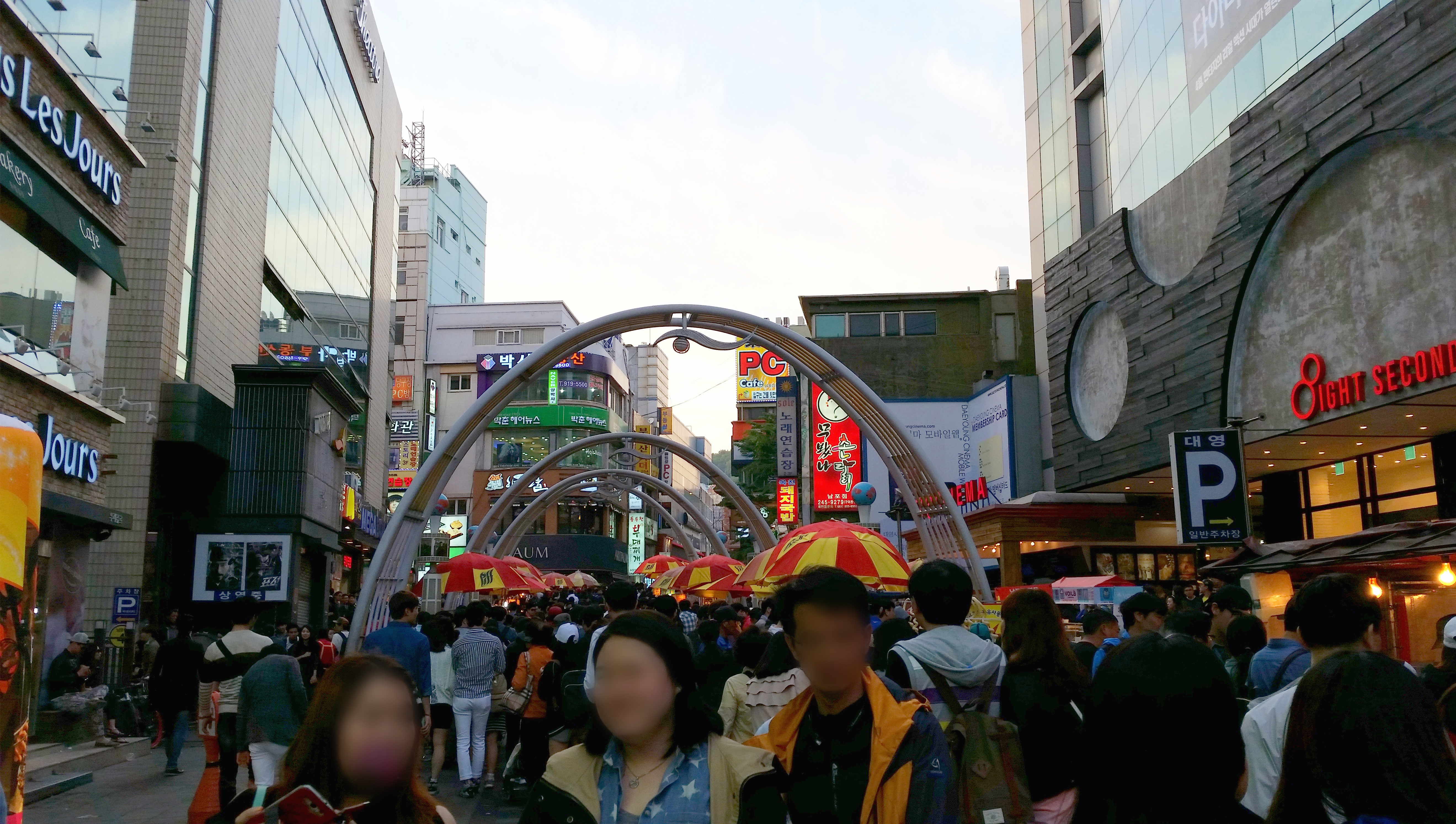
BIFF 광장
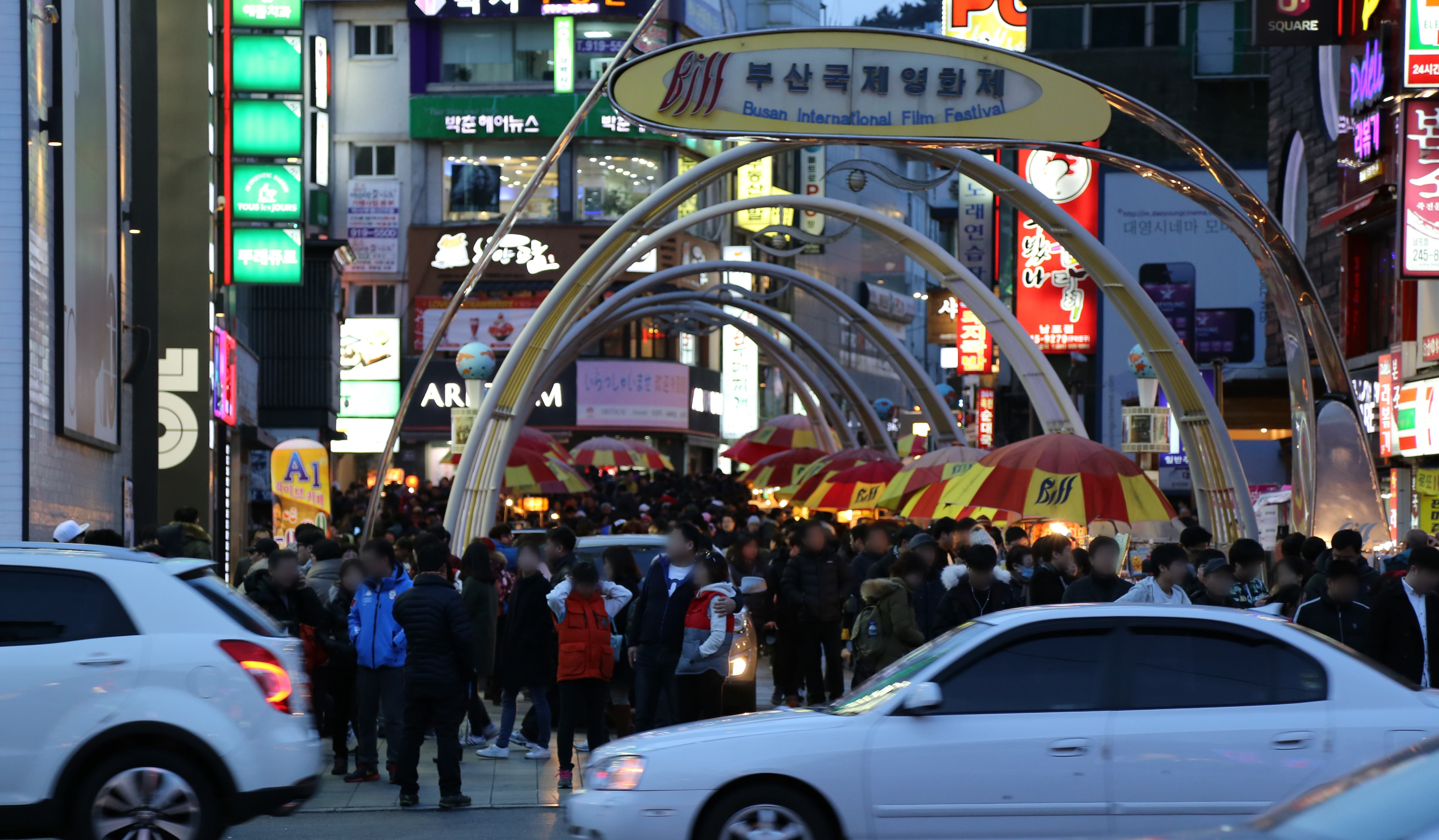
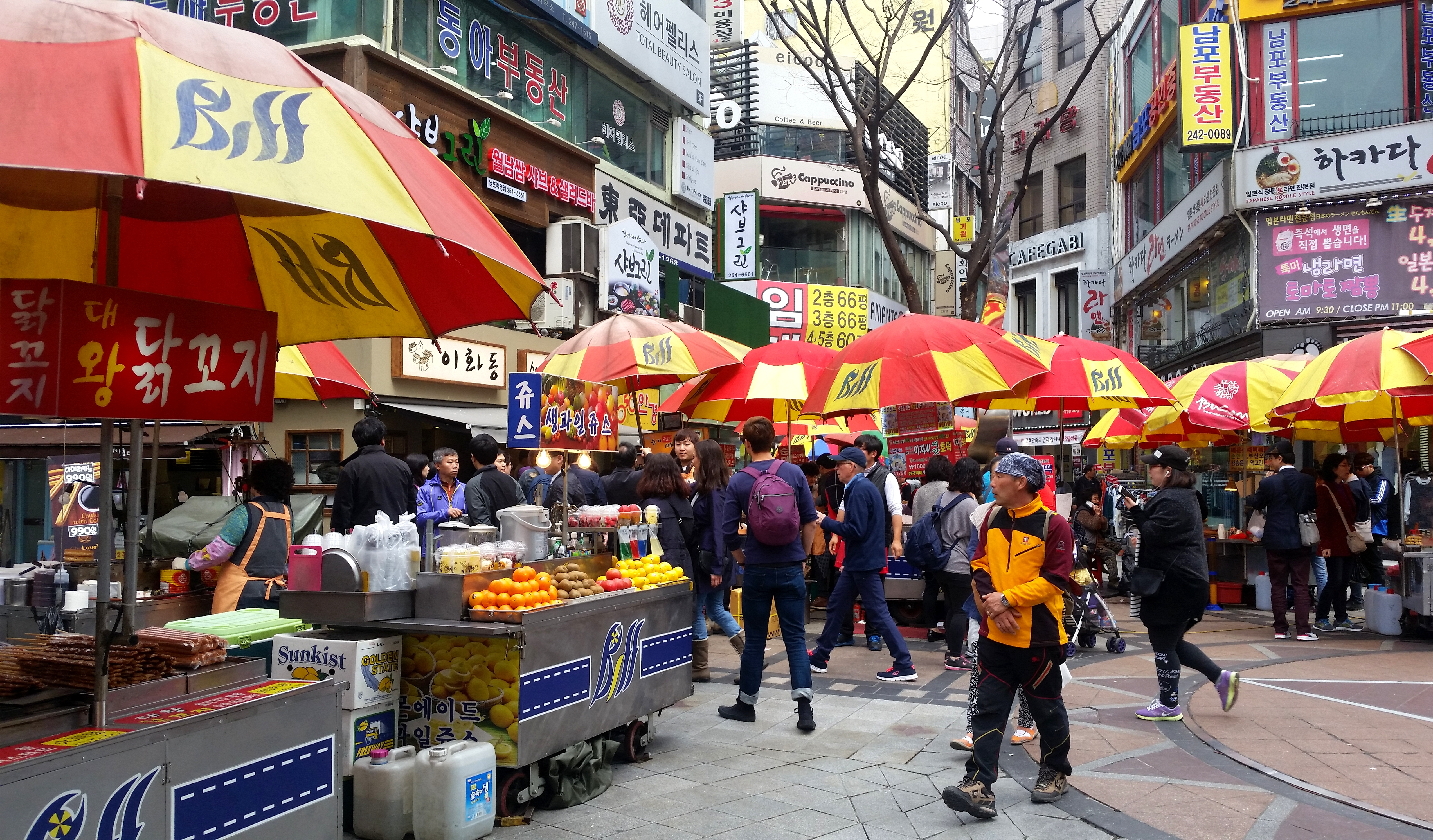
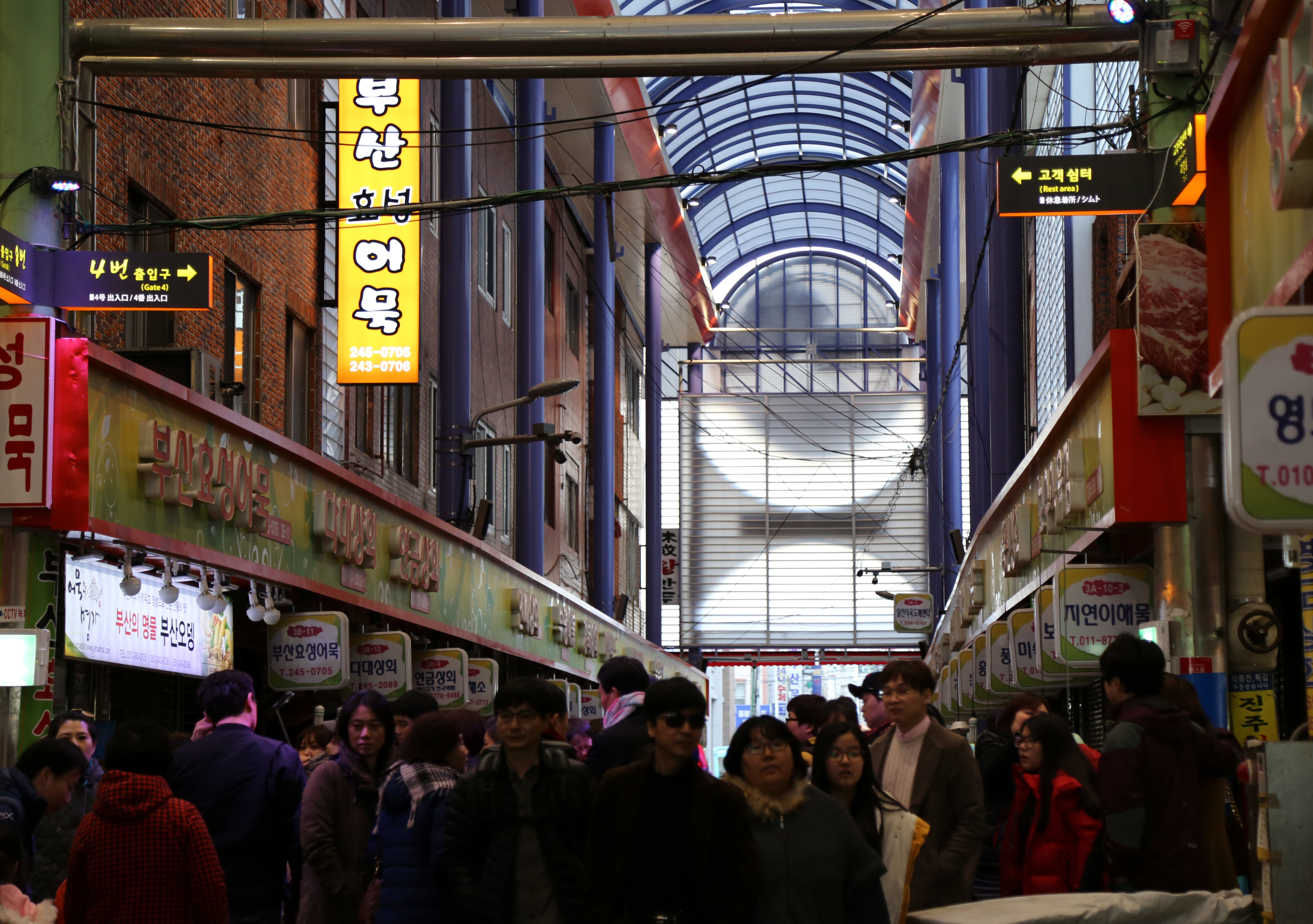
부평깡통시장
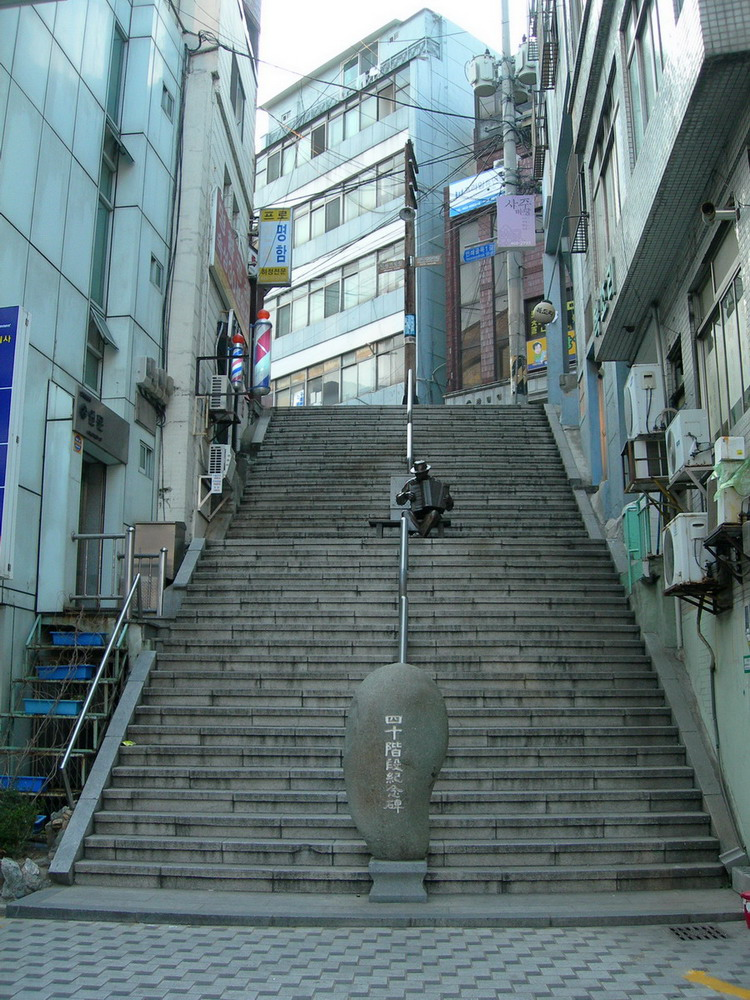
40계단
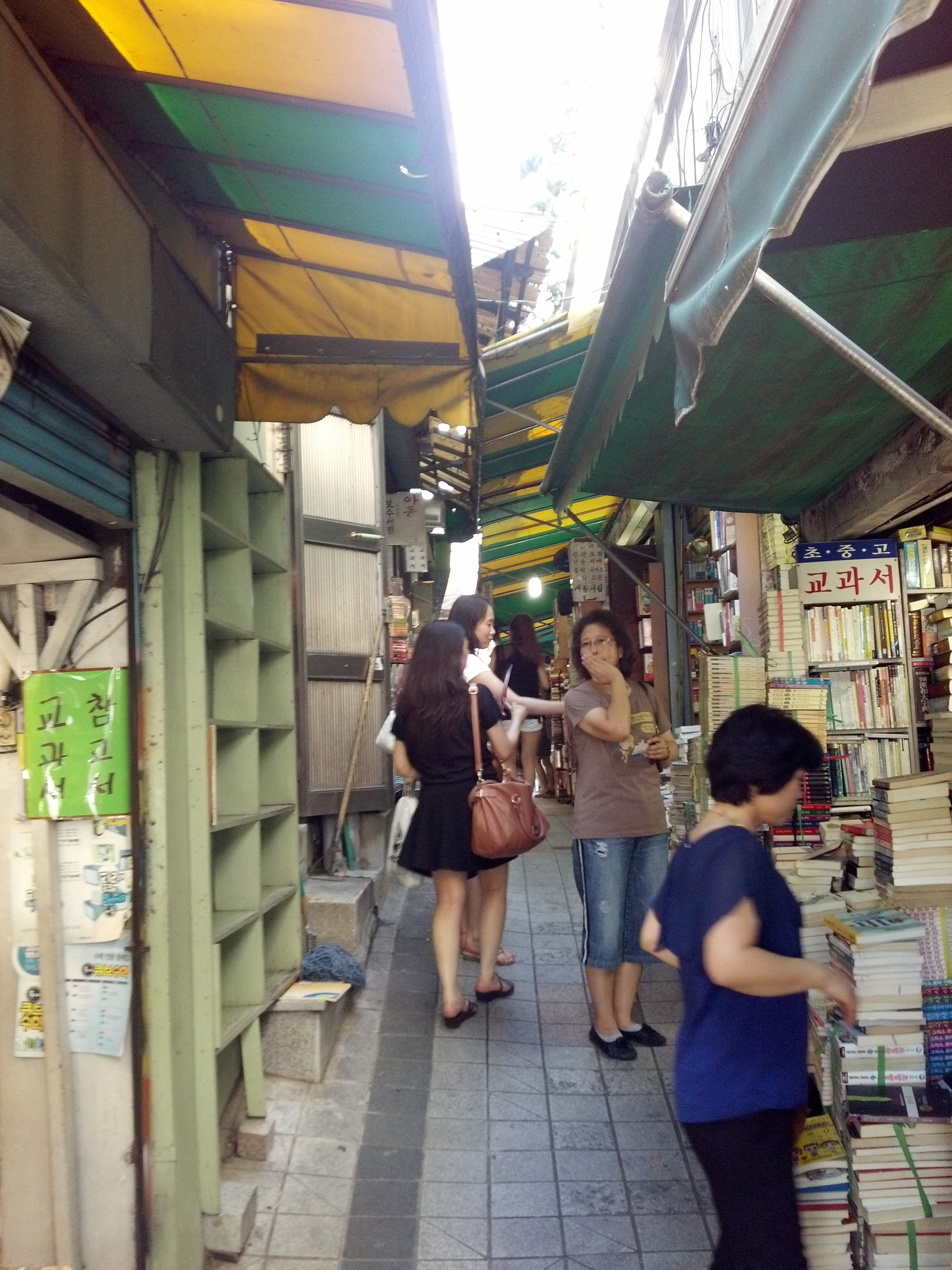
보수동 책방골목
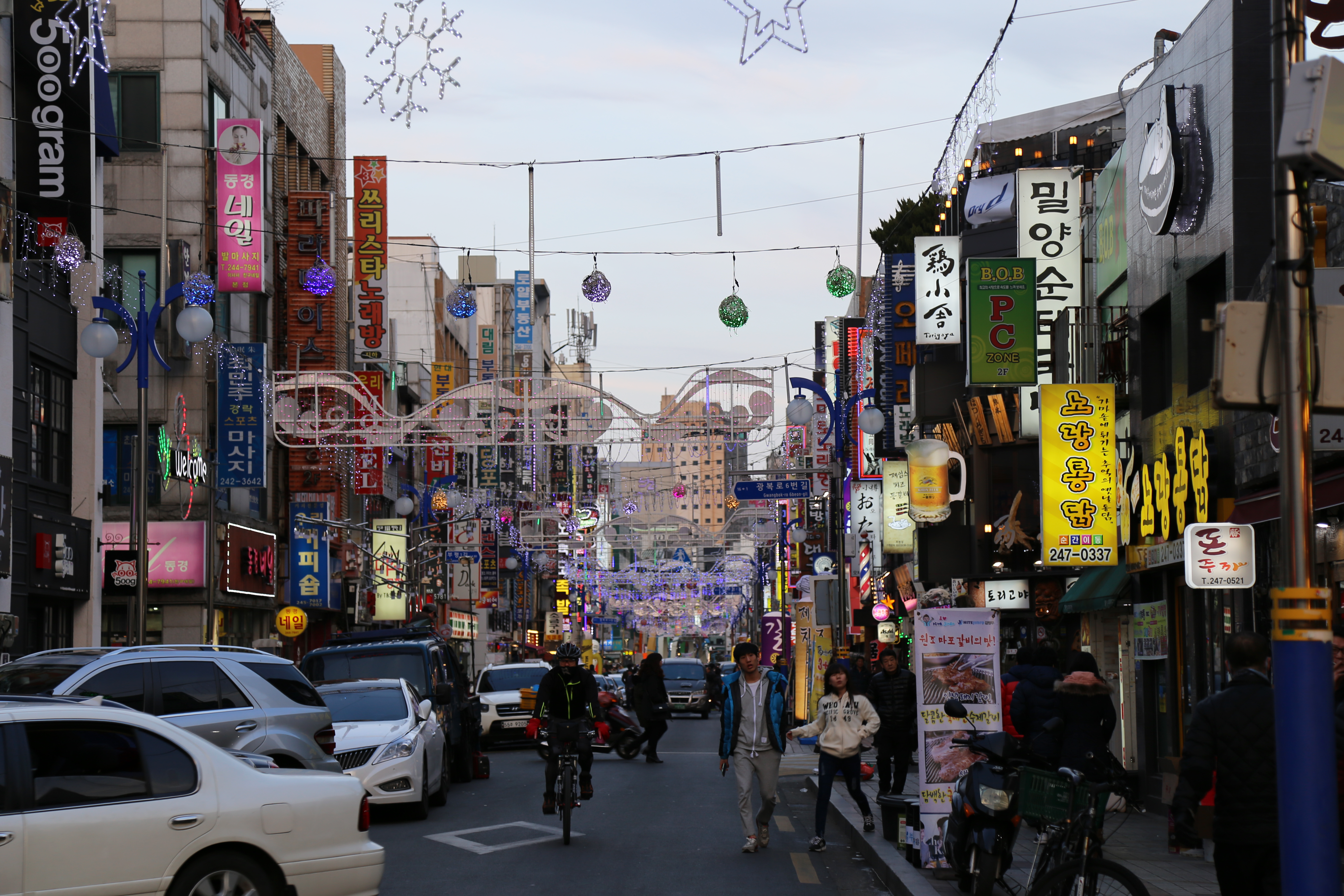
광복동
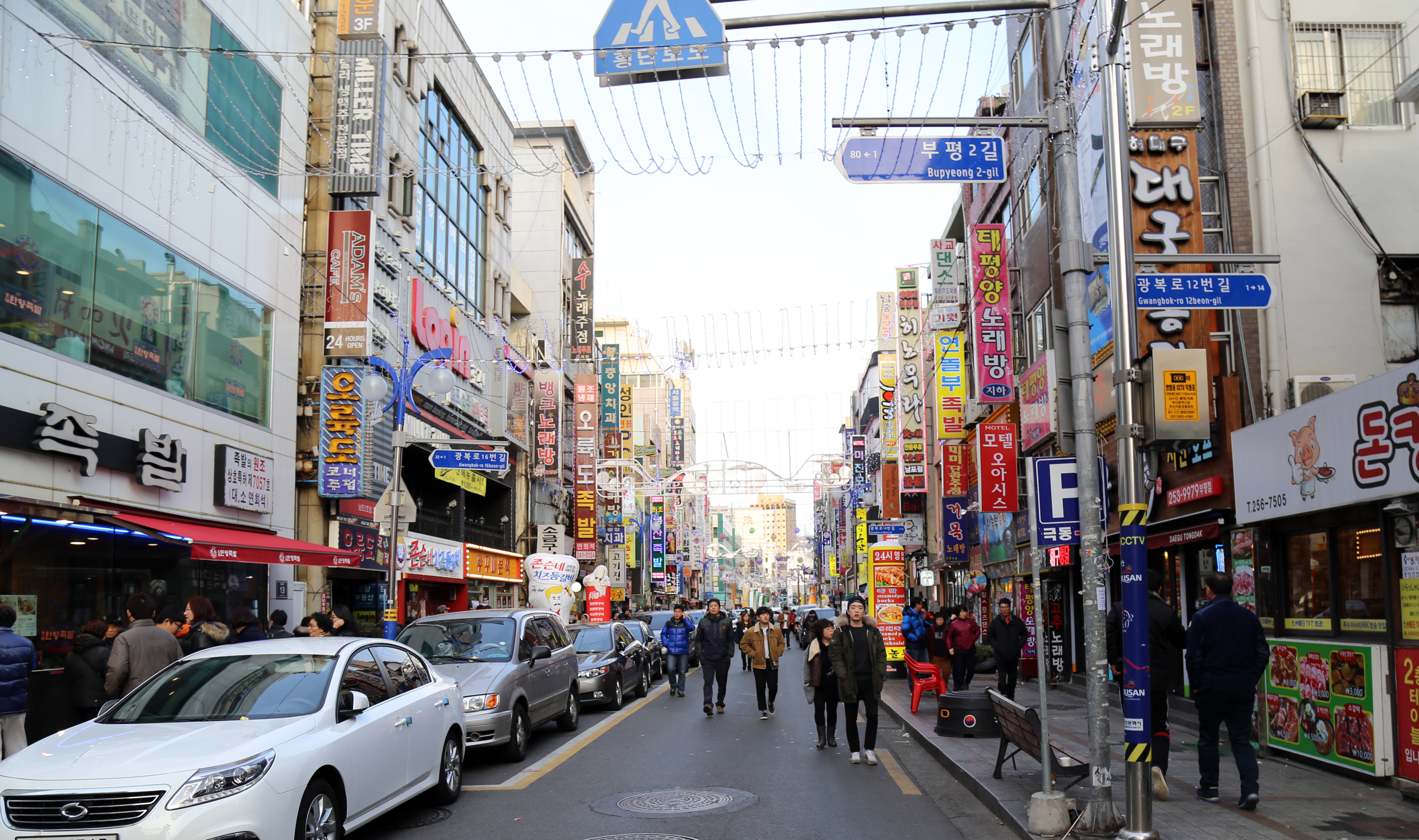
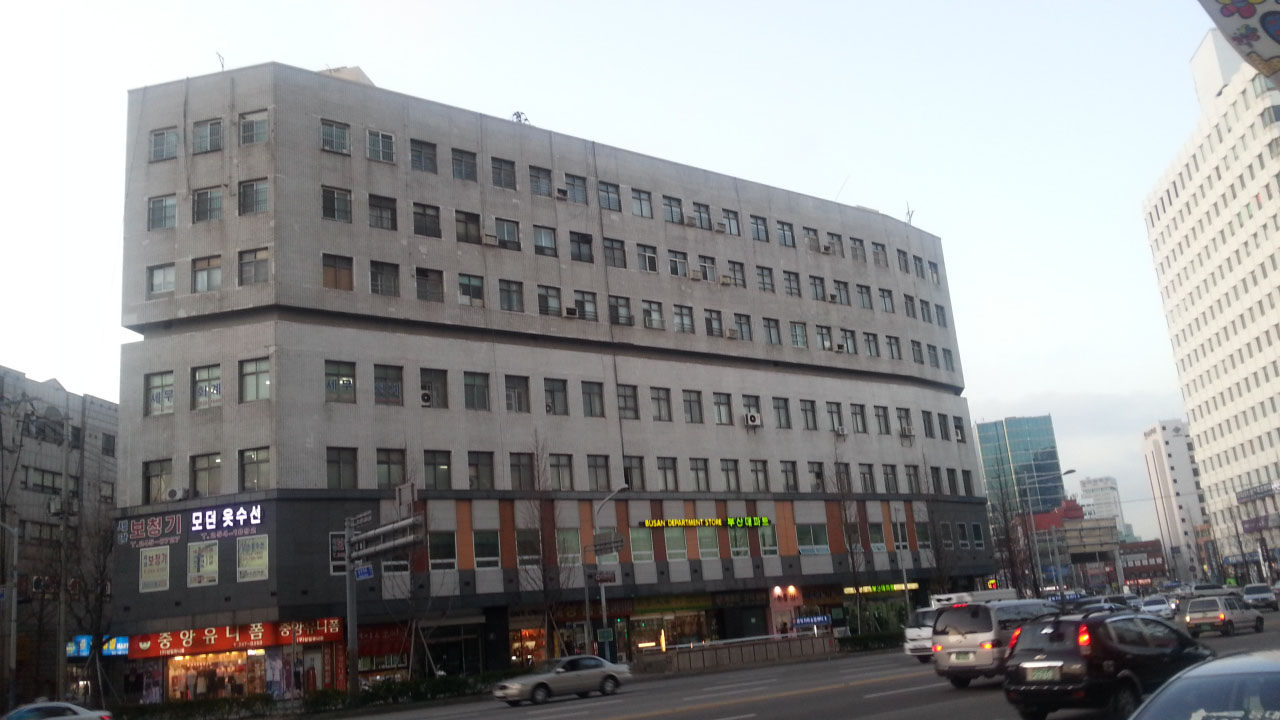
부산데파트

## 자매 도시
| 지역 & 국가 | 도시     | 도시        |
| ----------- | -------- | ----------- |
| 대한민국    | 전라남도 | 영광군      |
| 중국        | 충칭시   | 지우롱퍼 구 |

## 같이 보기
- 대한민국의 지리